# Wikinger
Als Wikinger werden die Angehörigen von schiffsreisenden, teilweise kriegerischen Personengruppen aus dem skandinavischen Raum während der Wikingerzeit (790–1070 n. Chr.) im mitteleuropäischen Frühmittelalter bezeichnet. Sie reisten bis ins Mittelmeer, nach Nordafrika, nach Vorderasien und nach Nordamerika und hatten einen tiefgreifenden Einfluss auf die frühmittelalterliche Geschichte Skandinaviens, der Britischen Inseln, Frankreichs, Estlands und der Kiewer Rus.
In der zeitgenössischen Wahrnehmung stellten die Wikinger nur einen kleinen Teil der skandinavischen Bevölkerung dar. Dabei können zwei Gruppen unterschieden werden: Die einen betrieben den ufernahen Raub zeitweise und in einem frühen Lebensabschnitt. Es waren junge Männer, die aus der heimatlichen Gebundenheit ausbrachen und Ruhm, Reichtum und Abenteuer in der Ferne suchten. Später ließen sie sich wie ihre Vorfahren nieder und betrieben die in ihrer Gegend übliche Wirtschaft. Von ihnen berichten die Sagas (Altnordische Literatur) und die Runensteine. Für die anderen wurde der ufernahe Raub zum Lebensinhalt. Ihnen begegnet man in den fränkischen, angelsächsischen und – für Wikingerstämme im Gebiet der heutigen Ukraine – ostslawischen sowie arabischen Annalen und Chroniken. Sie kehrten bald nicht mehr in ihre Heimat zurück und waren in die heimatliche Gesellschaft nicht mehr integrierbar.

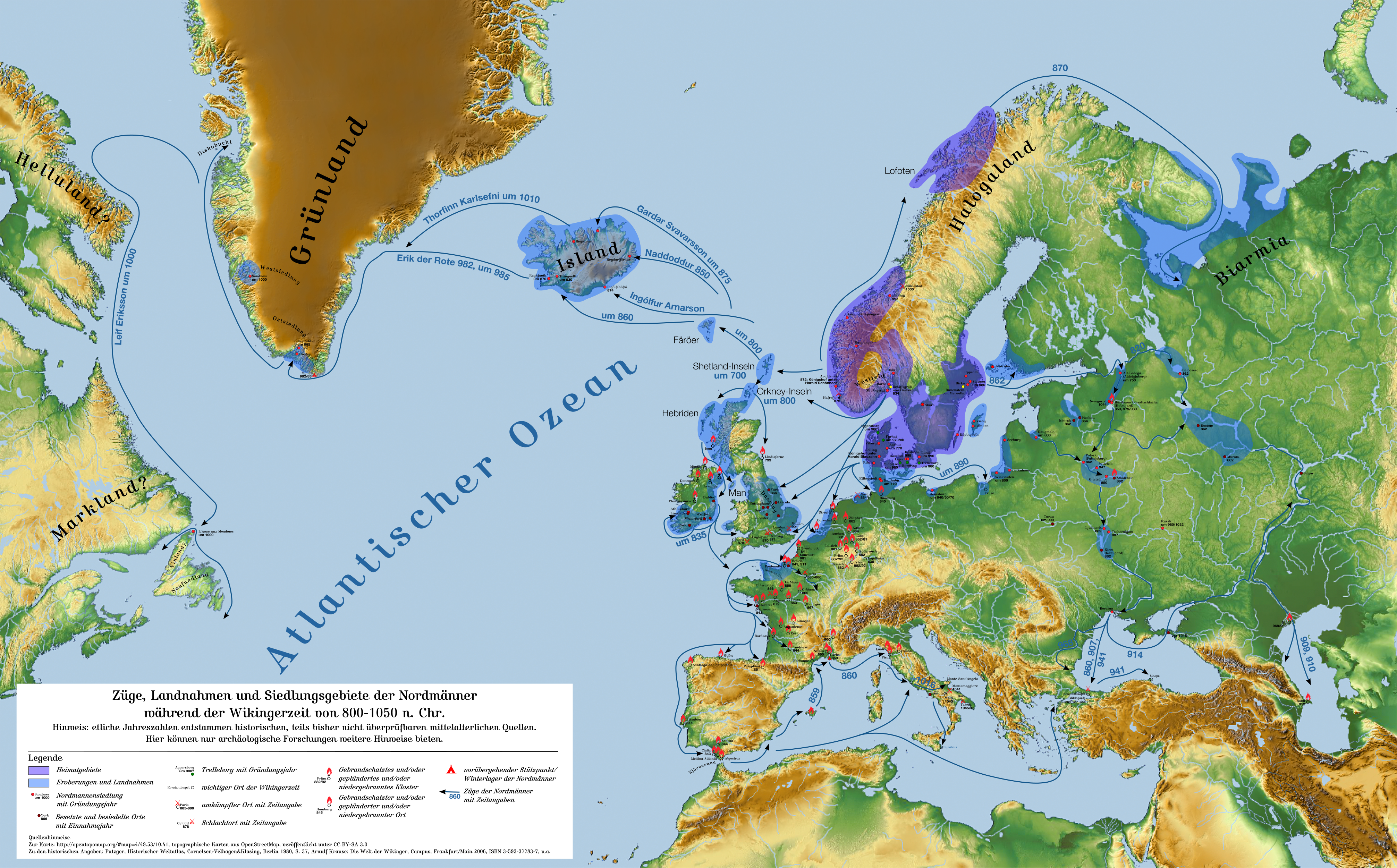
Ursprüngliche Siedlungsgebiete (violett) und Ausbreitung (hellblau) der Nordmannen während der Wikingerzeit (800–1050)

## Der Begriff Wikinger

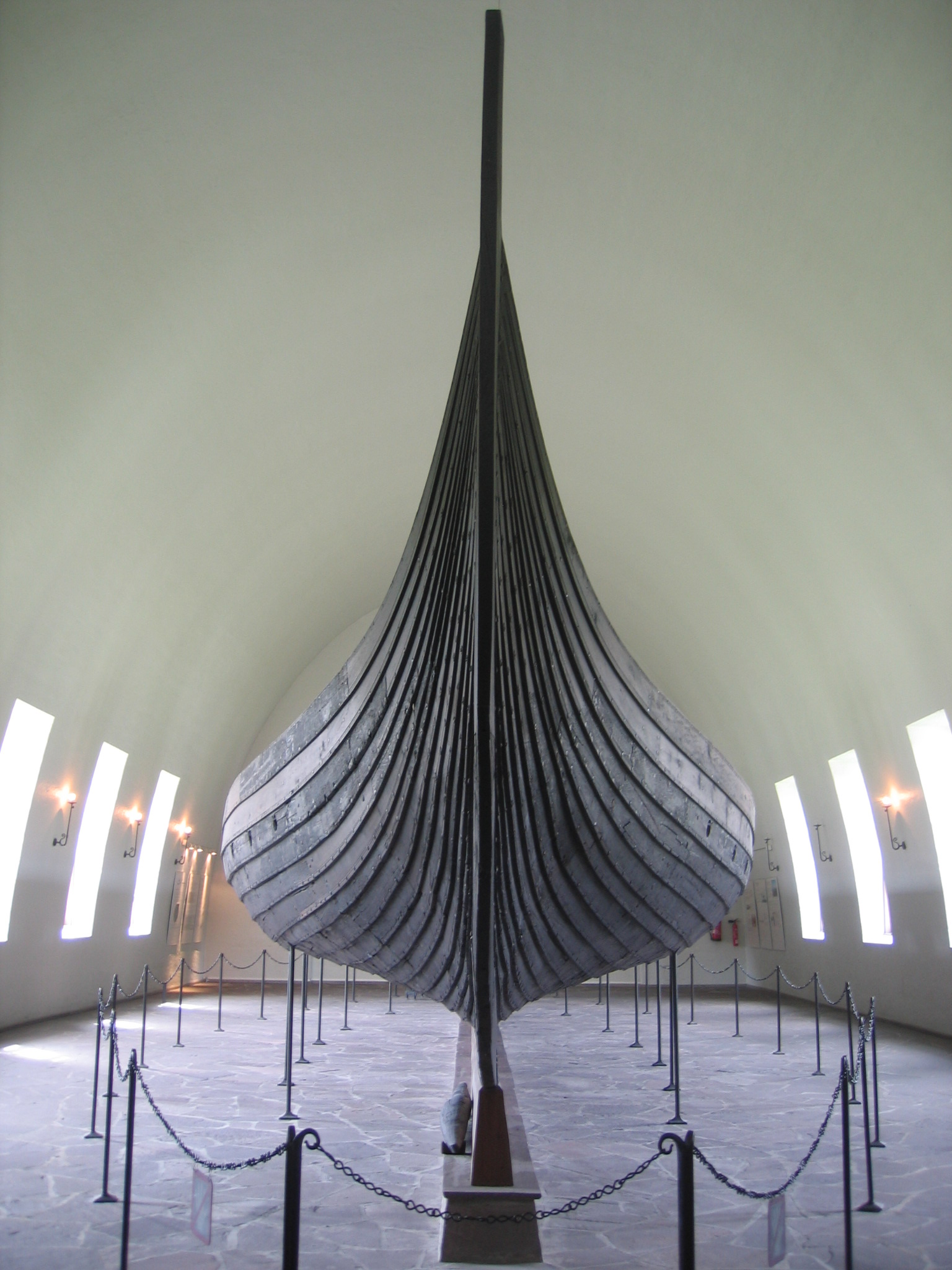
Das Gokstad-Schiff, ausgestellt im Wikinger-Schiff-Museum in Oslo, Norwegen

### Wortherkunft
Das Wort Wikinger leitet sich vermutlich von dem altnordischen Substantiv víkingr (Maskulinum) oder von der Phrase fara i viking (auf Kaperfahrt gehen) ab. Es bedeutet einen „Seekrieger, der sich auf langer Fahrt von der Heimat entfernt“. Das Femininum víking bedeutete zunächst nur die weite Schiffsreise, später auch die „Kriegsfahrt zur See an entfernte Küsten“. Allerdings ist dies bereits das Endstadium der Wortentwicklung. Das Wort ist älter als die eigentliche Wikingerzeit und bereits im angelsächsischen Wídsíð belegt.
Hingegen nennen die Nachrichten über die Überfälle von Skandinaviern an den nordfränkischen Küsten zur Merowingerzeit wohl Seekönige, Seegauten und Seekrieger, aber niemals Wikinger. Am Ende des 8. Jahrhunderts begann eine Serie von Plünderungszügen nach England, aber es dauerte bis zum Jahr 879, bis in der Angelsächsischen Chronik das Wort Wikinger im Kontext dieser kriegerischen Aktivitäten verwendet wurde. Danach kommt es nur dreimal vor, nämlich in den Aufzeichnungen für die Jahre 885, 921 und 1098. Es handelte sich also nicht um einen gängigen Ausdruck, nicht einmal in der Zeit der dänischen Herrschaft über Teile Britanniens. Hinzu kommt, dass man mit Wikinger heute zwar Skandinavier meint, das Wort aber in der Bibelübersetzung und in der klassischen Literatur für Seeräuber ganz allgemein verwendet wurde. Jedenfalls taucht der Begriff Wikinger auf schwedischen Runensteinen relativ spät auf, der feminine Ausdruck víking für den Wikingzug in der Zusammensetzung vestrvíking sogar erst zu einer Zeit, als die Raubfahrten nach Osten offenbar bereits eingestellt waren, denn das entsprechende Wort austrvíking gibt es nicht. Auf dänischen Runensteinen ist Viking für den Beginn des 11. Jahrhunderts belegt.
Der Ursprung des Wortes ist folglich umstritten. Das germanische vík bezeichnet eine „große Bucht, in der das Ufer zurückweicht“, nach einigen Forschern also die ursprünglichen Siedlungsplätze der Wikinger. Die Zurückführung auf diese Wurzel ist aber unwahrscheinlich, weil das Anlaufen von Buchten und das Siedeln in Buchten eine übliche Vorgehensweise war und nichts, was spezifisch die Wikinger auszeichnete. Die Wikinger ließen sich in aller Regel auf Inseln nieder: so auf der Île de Noirmoutier in der Loiremündung (Loire-Normannen), auf der Insel vor Jeufosse (heute: Notre-Dame-de-la-Mer) und der „île d'Oissel“ in der Seine (Seine-Normannen), auf der Insel Camargue im Flussdelta der Rhone, der Halbinsel Walcheren im niederländischen Zeeland, der Isle of Thanet, der Isle of Sheppey und anderen mehr, insbesondere aber auf den Orkney-Inseln westlich und nördlich von Schottland und jenen in der Irischen See (Isle of Man) bzw. auf Groix (wo jeweils Bootgräber gefunden wurden).
Eine weitere Theorie leitet den Terminus Wikinger vom lateinischen Wort vīcus ab, das eine Ortschaft bezeichnet. Dabei wird auf die vielen Städtenamen verwiesen, die auf -wik enden. Das feminine Abstraktum víking ist damit aber nicht zu erklären. Häufig wird auf Vik als alte Bezeichnung für den Oslofjord verwiesen. Es seien also ursprünglich Seeräuber aus Vik gewesen. Dies wird überwiegend für unwahrscheinlich gehalten, da Leute aus Vik als Seeräuber nirgends besonders in Erscheinung getreten sind. Die neuere Forschung stellt für eine akzeptable Herleitung die von Munch entwickelte Bedingung auf, dass mit ihr auch das feminine Abstraktum víking für „Wikingerzug“ als Parallelentwicklung erklärt werden kann. Diese Bedingung können die genannten Erklärungen nicht erfüllen.
Es wird auch erwogen, dass die Wurzel nicht im Skandinavischen, sondern im Anglo-Friesischen zu suchen sei, da es bereits in altenglischen Glossaren aus dem 8. Jahrhundert auftrete; in diesem Fall erscheint eine Ableitung von altenglisch wíc „Lagerplatz“ (aber auch „Wohnstätte, Dorf“, letztlich ebenfalls aus lateinisch vīcus „Dorf, Anwesen“ entlehnt) wahrscheinlich. Auch diese Herleitung kann das feminine Abstraktum nicht erklären. Andere Wortherleitungen gehen von vikva „von der Stelle rücken, bewegen, sich bewegen“ oder víkja (von norwegisch vige „weichen“) aus. Hierzu gehört das Wort vík im Ausdruck róa vík á „eine Kurve rudern, beim Rudern vom Kurs abkommen“. Afvík hat die Bedeutung „Abstecher“. Das feminine Wort víking wäre dann eine Abweichung vom rechten Kurs. Synonym dazu wird in den Texten auch úthlaup „die Fahrt, das Auslaufen von Land“ verwendet. úthlaupsmaðr heißt auch Wikinger und úthlaupsskip Seeräuberschiff. Víkingr wäre dann wiederum einer, der von zu Hause entweicht, sich also in der Fremde aufhält, auf eine weite Seereise geht. Diese Herleitung hat keine allgemeine Zustimmung gefunden, weil sie von einem zu hohen Abstraktionsniveau ausgeht.
Ein neuer Erklärungsversuch bezieht das Wort vika in die Überlegungen ein. Dieses Wort lebt im deutschen Wort „Woche“ fort und hat sowohl eine zeitliche als auch räumliche Bedeutung: Es handelt sich um die Strecke, die eine Rudermannschaft bis zum Wechsel an den Riemen rudert. Altwestnordisch ist vika sjóvar eine Seemeile. Daraus wird der Vorschlag entwickelt, dass víkingr ein Wechsel- oder Schichtruderer ist und das Abstraktum víking „das Rudern in Schichten“ bedeutet. Das Fehlen eines ursprünglichen maskulinen Substantivs aus dem Wort vika wird damit erklärt, dass das feminine Wort víking zuerst da gewesen sei und víkingr eine sekundäre Ableitung dazu. Diese Erklärung ist in der Diskussion und hat sich noch nicht durchgesetzt. Über die Herkunft des Wortes Wikinger besteht letztlich keine Einigkeit.

### Begriffsentwicklung
Die Wörter víkingr und víking haben eine unterschiedliche Bedeutungsentwicklung erfahren. Während víkingr wegen seiner immer negativer werdenden Konnotation bald nicht mehr für edle Menschen und regierende Könige verwendet wurde, konnte von diesen durchaus gesagt werden, dass sie auf víking führen.
König Harald Graumantel und sein Bruder Gudröd pflegten im Sommer „im Westmeer oder in den Ostlanden auf Víking“ zu gehen. Diese Wikingerfahrten waren entweder private Plünderungsunternehmen einzelner, oder man schloss sich zu organisierten Verbänden zusammen. Aber die Fahrten waren nicht notwendig mit Raub verbunden. In der Gunnlaugr Ormstungas saga geht der Held auf víking und besucht erst Nidaros, dann König Æthelred, reist schließlich von dort nach Irland, zu den Orkneys und nach Skara in Västra Götalands Län, wo er sich bei Jarl Sigurd einen Winter aufhält, zuletzt nach Schweden zu König Olof Skötkonung. Von Plünderung ist keine Rede.
Begriffsgeschichtlich sind zwei Phasen des Begriffsinhaltes auszumachen: eine frühgeschichtliche Phase in den altnordischen Texten bis in das 14. Jahrhundert und eine moderne, die bis in das 17. Jahrhundert zurückverfolgt werden kann.

#### Angelsächsische Quellen
Das Wort vícing findet sich wohl zuerst in der Angelsächsischen Chronik. Dort tritt es zusammen mit den Wörtern scip-hlæst (= Schiffslast) und dene (= Dänen) auf. Die Körper der Männer werden als Schiffsladung bezeichnet.
798 wurden die Angreifer noch als Dänen bezeichnet. 833 waren die Angreifer „Schiffsladungen von Dänen“. Auffallend ist, dass von xxxv scip-hlæst und nicht von 35 Schiffen die Rede ist. Der Akzent wird auf die Männer gelegt. 885 wurden die Schiffsladungen dann Wikinger genannt. Im 9. Jahrhundert wurden die Wikinger in Übereinstimmung mit dem Wortursprung und offenbar durch Widsith gestützt als Seeräuber betrachtet. Dass die Chroniken die Dänen nicht sofort Wikinger nannten, lässt darauf schließen, dass man sie außerhalb ihres unmittelbaren Umfeldes zunächst nicht erwartete. Das Gedicht The Battle of Maldon aus dem späten 10. oder frühen 11. Jahrhundert schildert die Wikinger als Lösegeld fordernde Kriegerschar.
þa stod on stæðe, stiðlice clypode

wicinga ar, wordum mælde,

se on beot abead brimliþendra

ærænde to þam eorle

þær he on ofre stod
Da stand ein Bote der Wikinger am Ufer,

rief tapfer aus, sprach mit Worten,

brachte prahlerisch die Nachricht des Seefahrers

zum Grafen des Landes,

an dessen Kueste er stand
Archäologische Funde lassen vermuten, dass das Wort wícing mit dem Gebrauch im Gedicht Widsith (im dortigen Artikel ist der Vers zitiert) im Wesentlichen übereinstimmt: Sie sind räuberische Angreifer. Sie werden in dem zitierten Vers mit den Heathobearnern gleichgesetzt. Was es damit auf sich hat, ist ungeklärt.
Vers 57–59 bringt eine Völkertabelle:
Ic wæs mid Hunum

ond mid Hreðgotum,

mid Sweom ond mid Geatum

ond mid Suþdenum.

Mid Wenlum ic wæs ond mid Wærnum

ond mid wicingum.

Mid Gefþum ic wæs ond mid Winedum

ond mit Gefflegum.
Ich war mit den Hunnen

und mit den Reidgoten

Mit den Svear und den Göten

und mit den Süddänen

mit Wenlum war ich, mit Väringern

und mit den Wikingern.

Ich war mit den Gepiden und mit den Wenden

und mit den Gefflegern.
Wer immer im Einzelnen mit den Namen gemeint gewesen sein mag, die Tabelle weist klar in den Ostseeraum, und mit den Wikingern sind sicher Nordländer gemeint.
Etwa aus der gleichen Zeit stammt eine Dichtung über das Buch Exodus, in der besonderer Wert auf die Kämpfe der Israeliten gelegt wird und das im Junius manuscript überliefert ist. Es geht um den Durchzug durch das Rote Meer in Heeresformation mit weißen Schilden und flatternden Fahnen. Über den Stamm Ruben heißt es da:
æfter þære fyrde flota modgade,

Rubenes sunu. Randas bæron

sæwicingas ofer sealtne mersc,

manna menio; micel angetrum

eode unforht.
Nach dieser Schar kommt stolz ein Seekrieger,

Rubens Sohn. Seewikinger, zahlreiche Männer,

trugen ihre Schilde über das salzige Meer,

eine ausgesuchte Schar, die ging

ohne Furcht.
Diese beiden Belege zeigen, dass der Begriff Wikinger im Sinne von Seekrieger vor der nordgermanischen Expansion nach England verwendet wurde und daher nicht die von einem König initiierten Eroberungen abdeckt. Zu dieser Zeit war der ufernahe Raub auf privater Initiative die maßgebliche Erfahrung mit den Wikingern. Diese lag bereits vor der eigentlichen Wikingerzeit. Die organisierten Invasionen zur Herrschaftsausdehnung in der Wikingerzeit wurden Nordmannen und Dänen zugeschrieben, nicht aber Wikingern. Die Verknüpfung des Begriffes Wikingern mit einem seegestützten Angriff ist in den angelsächsischen Quellen durchgängig zu beobachten. Sie gehören untrennbar zusammen. Es wird sogar zwischen Landheer und Wikingern unterschieden. In der Chronik zum Jahr 921 wird vom Kampf des dänischen Heeres in Ostanglien gegen Edward als von einem Kampf des landheres ge thara wicinga (des Landheeres und der Wikinger) berichtet. Beide Gruppen waren Dänen, und die Schiffe unterstützten das Landheer.
Die Verbindung zwischen wic = Bucht und wicing wird in den militärischen Befestigungsanlagen in Gudsø vig am kleinen Belt und im Umkreis des Kanhave-Kanals, der die Insel Samsø an ihrer schmalsten Stelle von der Sælvig-Bucht in den Stavns-Fjord durchschnitt (Bau dendrochronologisch auf 726 datiert)
gesehen. Dazu passt, dass im Widsith (Vers 28) das Wort wicing parallel zu sædena = See-Dänen gestellt wird. Auf dem Stiel einer Axt, die in Nydam gefunden wurde, befindet sich eine Runeninschrift, die die Namen Sikija (einer, der am Sik, einem Feuchtgebiet, wie es oft im Anschluss an eine Bucht zu finden ist) und Wagagast (Wellengast, Seefahrer) beinhaltet. Daraus kann man schließen, dass sich die Bevölkerung dort stark auf die Seetopographie bezog. Obgleich Boote und Waffen in Nydam Seekriegern gehört zu haben scheinen, kann aus den Funden keine Definition eines Wikingers hergeleitet werden.
In irischen Texten kommt das Wort Wikingern als Lehnwort uicing, ucing oder ucingead vor.

#### Altnordische Literatur
Die Einführung des Personennamens víking zeigt, dass mit dem Begriff bald persönliche Qualitäten verbunden wurden und er eine bestimmte Identität signalisierte und nicht eine bestimmte Art des Krieges. Allerdings fällt auf, dass der Personenname nur in Norwegen, in Ostschweden, Småland, Finnland und Schonen belegt ist, in Island aber nicht verwendet wurde, allenfalls als Beiname (Landnámabók). Eilífr Goðrúnarson (2. Hälfte des 10. Jahrhunderts) nennt in seiner Þórsdrápa die kriegerischen Götter “Wikinger”.
Óðu fast (en) fríðir

(flaut) eiðsvara Gauta

setrs víkingar snotrir

(svarðrunnit fen) gunnar;

þurði hrǫnn at herði

hauðrs rúmbyggva nauðar

jarðar skafls at afli

áss hretviðri blásin.
Gautheims Wiking, wackre,

Wat'ten, kampfwohlb'raten,

Eidgenossen, edle.

Erdschwart'-Nass schwoll härter.

Well'gen Lands gewalt'ge

Wog braust, sturmzerzauste,

Hin viel auf der Felsen-

Felds-Herren Notmehrer.

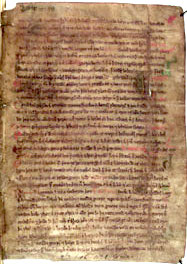
Seite aus der Landnámabók

Mit dieser Namensgebung sollen Tugenden der Vergangenheit beschworen werden: Ein treuer und tapferer meergebundener Krieger, beschäftigt mit externem Erwerb. In der Skaldendichtung ist die älteste Verwendung bei Egill Skallagrímsson (910–990) zu finden:
Þat mælti mín móðir,

at mér skyldi kaupa

fley ok fagrar árar

fara á brott með víkingum,

standa upp í stafni,

stýra dýrum knerri,

halda svá til hafnar,

höggva mann ok annan.
Meine Mutter sagte

Mir gebühre ein Kriegsschiff

Bald mit rüstigen Männern,

Raub zu holen als Wikinger.

Stehen müsst ich am Steven,

Steuern kühn den Meerkiel:

Heldengleich im Hafen

Hieb ich auf die Männer.
Da ist Egill noch nicht zwölf Jahre alt und reagiert mit diesem Gedicht auf eine entsprechende Zusage der Mutter. Egill repräsentiert den Saga-Typus des Wikingers. Er verwendet das Wort in vielen Skaldenstrophen. Offenbar hatte diese heroische Auffassung vom Wikingerleben zur Zeit der Abfassung des Gedichtes (um 920) bereits eine längere Tradition aufzuweisen. Es fällt auf, dass weder der soziale Hintergrund, die Familien der Teilnehmer oder die Motive der Wikingerbewegung, noch ihre rechtlichen oder militärischen Strukturen Gegenstand der Überlieferung sind.
Aber bald setzte sich vor allem in Schweden die pejorative Bedeutung durch, als dort der Handel eine vorrangige Stellung einnahm, denn der Wikinger war die größte Gefahr für den Kaufmann. Dies ist ein Grund, für diese Zeit den Wikinger vom Kaufmann zu unterscheiden, wenn auch die gleiche Person sich je nach Gewinnaussicht mal als Wikinger, mal als Kaufmann betätigt haben mochte. Das sind aber Einzelfälle. Überhaupt scheinen die Wikinger im Ostseebereich eine geringere Bedeutung gehabt zu haben. Wenn es richtig ist, dass der Leidang seinen Ursprung in Schweden hat, so blieb für die privaten Raubzüge bald nicht mehr viel Spielraum. Vielmehr stand der Kriegszug dort schon sehr früh unter der Kontrolle des Königs. So musste sich die private Initiative mehr auf den Handel verlegen. Für die Ostfahrten in die Flüsse Russlands wurde der streng auf diese Gegend beschränkte Begriff der Waräger verwendet.
In Norwegen wurde bald gegen die Wikinger im eigenen Lande vorgegangen. Sigvald der Skalde bezeugt in seinem Gedächtnislied über Olav den Heiligen, dass er gegen die Räuberei im eigenen Lande gnadenlos vorgegangen sei:
Vissi helst, það er hvössum

hundmörgum lét grundar

vörðr með vopnum skorða

víkingum skör, ríkis.
Lands Schirmherr mit Schwerte

stäupte ab die Häupter

vielen des Wikinger-Volkes.

Furchtbar an Macht war der!

#### Runensteine

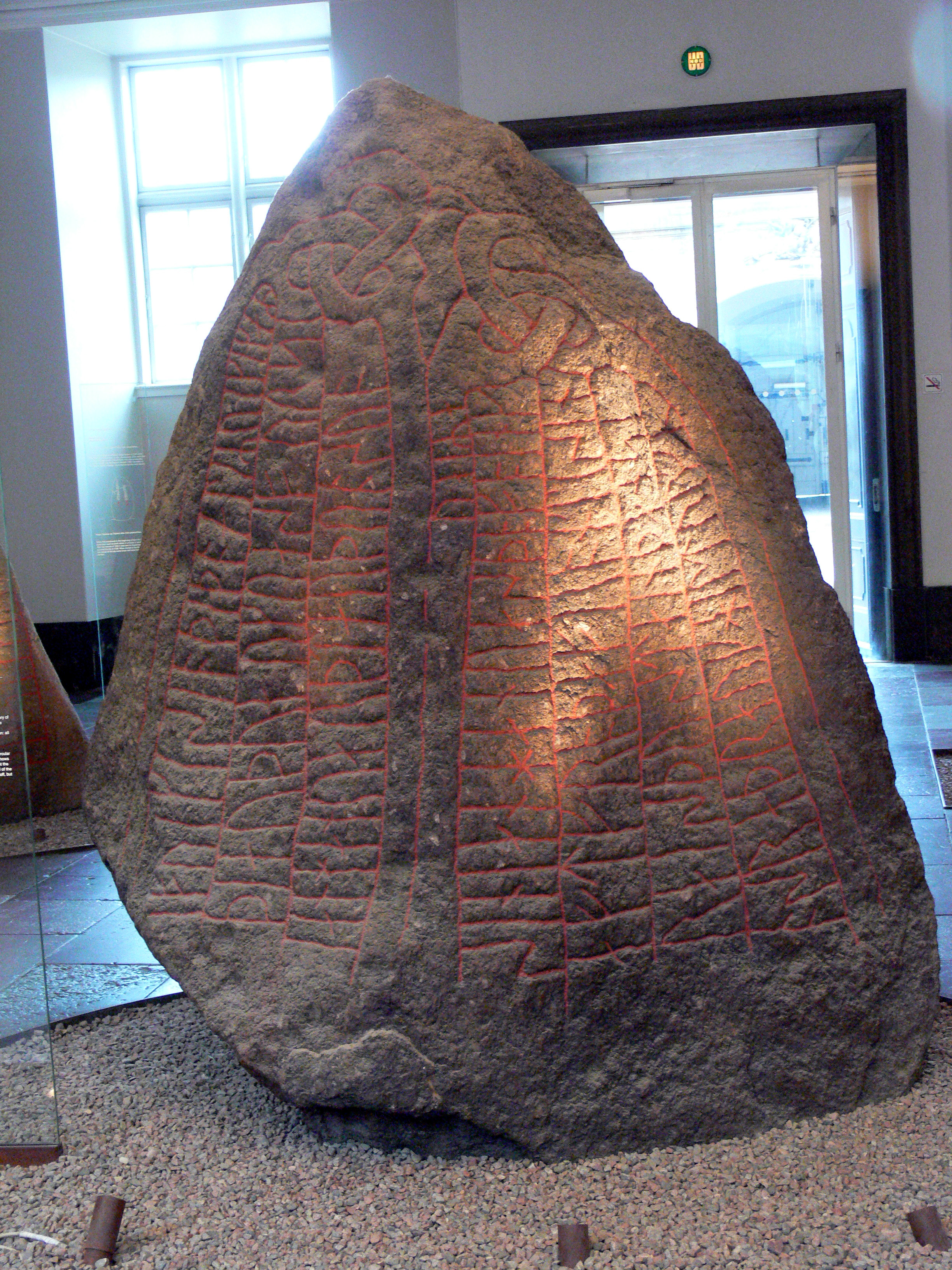
Tirsted–Stein

In altnordischen Texten auf Runensteinen des 11. Jahrhunderts kommen neutrale und Ehrfurcht erweckende Bedeutungen vor. Das Wort Wikingern ist mit Vorstellungen von Ehre und Eid verbunden. Das Wort wurde einfach mit drengr = tapferer, ehrenhafter Mann gleichgesetzt. In diesen Texten gibt es keinen Wikinger hinter einem Pflug. Er wurde als in der Fremde mit dem Schwert in der Hand vorgestellt.
Der Runenstein von Bro (auch Assurs sten genannt; Samnordisk runtextdatabas U 617) in der Gemeinde Upplands-Bro in Uppland in Schweden steht an einem Wäldchen, etwa 300 m nördlich der Kirche von Bro, in deren Wand er bis 1866 eingemauert war. Assur war ein "vikinga vordr" (Wart gegen die Wikinger) das bei Leidang, der Verteidigung seiner Heimat gegen die Wikinger ums Leben kam. Die Inschrift lautet:
„kinluk × hulmkis × tutiʀ × systiʀ × sukruþaʀ × auk × þaiʀa × kaus × aun × lit × keara × bru × þesi × auk × raisa × stain × þina × eftiʀ × asur × bunta · sin × sun × hakunaʀ × iarls × saʀ × uaʀ × uikika × uaurþr × miþ × kaeti × kuþ × ialbi × ans × nu × aut × uk × salu“
Übersetzt: „Ginnlaug, Holmgaeirs Tochter, Schwester Sygroths und Gauts, sie ließ diese Brücke machen und diesen Stein errichten für Assur, ihren Mann, den Sohn des Jarls Håkon. Er war Wart gegen die Wikinger (zusammen) mit Gaeitir. Gott helfe nun seinem Geist und seiner Seele.“

#### Frühe außerskandinavische Literatur
Zu derselben Zeit werden in der übersetzten lateinischen Literatur Seeräuber, Räuber und andere Schurken Wikinger genannt. In der frühen Phase wurde das Wort von Nichtskandinaviern und von Christen in einer pejorativen Bedeutung mit einem gewissen Maß an Ehrfurcht verwendet. Wikinger waren gewalttätige Angreifer. Adam von Bremen schreibt: „Sie sind wirklich Piraten, die jene Wikinger nennen, wir Eschenmänner.“ Er nennt die Piraten mehrfach Ascomanni.
In den westfränkischen Quellen taucht das Wort Wikinger nicht auf. Stattdessen ist bei den Plünderungszügen durchweg von Normannen die Rede. Die zeitgenössische Annalistik erwähnt ihre Grausamkeit. In der mehr örtlich orientierten Hagiographie tritt die unglaubliche Grausamkeit als besonderes Merkmal deutlich hervor.
In der Angelsächsischen Chronik wird die Grausamkeit der Wikinger nicht explizit erwähnt. Dies hängt aber mit der Thematik und Darstellungsabsicht, den Aufstieg des Hauses Wessex und den Kampf Alfreds des Großen zu schildern, zusammen.
Photios I. (†893), Patriarch von Konstantinopel schreibt in einer Predigt über die Wikinger, die über den Dnipro gekommen waren: Sie drohten "der Stadt mit dem Tod durch das Schwert, und alle menschliche Hoffnung schwand."

#### Christliches Mittelalter
Nach 1100 wurde die Bezeichnung Wikinger immer häufiger abwertend gebraucht. Dies rührt vor allem daher, dass sie sich bei kriegerischen Unternehmungen nicht an die kontinentalen Regeln hielten. Diese schützten grundsätzlich Kirchen und Klöster, die für die heidnischen Krieger nur eine leichte Beute waren. Insofern standen sie in der Berichterstattung den Reiterhorden aus Ungarn nahe. Hier handelte es sich nicht um politische Kriegszüge zur Herrschaftsausweitung, sondern wie bei den Wikingern um Beutezüge.

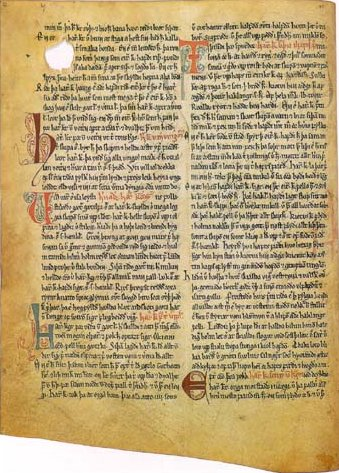
Seite aus der Heimskringla.

Der sogenannte Poeta Saxo setzt die Ashmen, die Adam von Bremen mit den Wikingern gleichsetzt, mit Piraten gleich. Snorri beginnt seinen Bericht über die Orkaden-Jarle in der Geschichte über Olav den Heiligen mit der abfälligen Bemerkung: „Es heißt, dass in den Tagen des Norwegerkönigs Harald hårfagre die Orkaden besiedelt wurden. Vor dieser Zeit waren die Inseln nur eine Wikingerhöhle.“ Ihre Anwesenheit lässt er nicht einmal als Besiedlung gelten. Über Magnus Berrføtt heißt es in der Heimskringla: „Er hielt den Frieden in seinem Lande aufrecht und reinigte es von allen Wikingern und Wegelagerern.“ Hier zeigt sich der Wandel durch die Nennung der Wikinger zusammen mit den Gesetzlosen. Erik Ejegod wird gelobt wegen seines beherzten Eingreifens gegen Wikinger in Dänemark. Im 12. Jahrhundert wird in einem Gedicht zur Erinnerung an Olav Tryggvason Wikinger synonym zu „Räuber“ und „Verbrecher“ verwendet. In den Dichtungen des 12. Jahrhunderts wird der Wikinger zum Feind der Großen und Aufrührer. In der lateinischen religiösen Literatur wird víkingr mit raptor, praedo usw. übersetzt. Der Begriff ist nun nicht mehr auf Skandinavien beschränkt, sondern bezieht sich auch auf heidnische Feinde weit im Süden. Die gleiche Entwicklung kann man auf Island beobachten: In der Landnámabók werden die ersten Siedler, Stammväter bedeutender Geschlechter, noch als víkingr mikill (große Wikinger) bezeichnet. Aber zur selben Zeit setzt sich der unfriedliche Gewaltaspekt durch. Þorbjörn bitra hét maður; hann var víkingur og illmenni. („Ein Mann hieß Þorbjörn bitra; er war Wikinger und ein übler Mensch.“) Der vornehme Óleifr enn hvíti wird gleichzeitig als herkonungr (Heerkönig) und nicht als Wikinger bezeichnet. Kein Nachkomme der vornehmen Geschlechter wird selbst „Wikinger“ genannt. Aber es wird von manchen berichtet, dass sie waren í (vest)víking, also auf Wikingerfahrt.
Selbst der Skalde Egill Skallagrímsson, der den „klassischen“ Typus des Wikingers verkörperte, wird nicht als Wikinger bezeichnet. Nur seine Unternehmungen werden Víking genannt. In der Njálssaga wird von Gunnar von Hlíðarendi und den Söhnen Njáls berichtet, dass sie auf „Víking“-Fahrt fuhren, sie selbst werden aber nicht Wikinger genannt. Aber Gunnars Feinde in Estland werden als Wikinger bezeichnet. Hingegen bezeichnet die mutmaßlich auf den Färöer-Inseln entstandene Saga von Hjorti aus Viðareiði den Seefahrer Tumpi, der von einem heute als Gammelfjols-gård bekannten Gehöft stammt, recht eindeutig als víkingr. Er soll auf einer Fahrt nach Island um das Jahr 1000 herum mit dem Lehnsmann der norwegischen Krone auf den Færøern, Bjørn von Kirkjubø, in Streit geraten und deswegen von den Inseln nach Grönland verbannt worden sein.
In den Rechtstexten (Grágás, Gulathingslov) hat sich die Gleichsetzung mit Übeltäter dann verfestigt. Das Gleiche gilt für Schweden. Gleichzeitig finden sich in den Wikingersagen über Ragnar Lodbrok und andere Seehelden idealisierend-ritterliche Züge, in denen der Held als Beschützer der Schwachen dargestellt wird. In der Friðþjófs saga ins frœkna lebt der Held Friðþjóf ein ritterliches Freibeuterleben, in dem er die Übeltäter und grausamen Wikinger vernichtet, aber Bauern und Kaufleute in Frieden lässt. Das gleiche Motiv der Ritterlichkeit durchzieht die Vatnsdœla saga. Dabei ist auf die feine Unterscheidung zwischen dem femininen Wort víking = Heerfahrt und dem maskulinen Wort víkingr = Pirat hinzuweisen. Die ritterlichen Protagonisten ziehen auf Víking-Fahrt, aber ihre Gegner sind Piraten und Räuber, denen sie die Beute, die diese Kaufleuten und Bauern abgenommen haben, abjagen.

#### Frühmoderne Auffassung

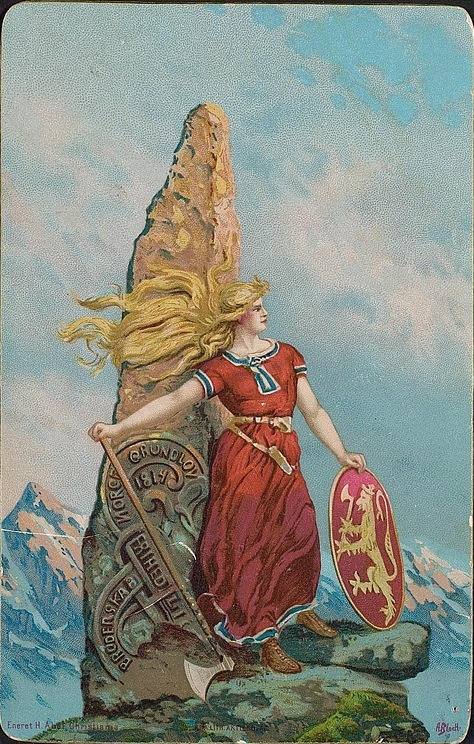
Nationalromantische Wikingerdarstellung aus Norwegen (Andreas Bloch, 1905)

Die literarische Verarbeitung in den Sagas bildete die Grundlage für die frühmoderne Auffassung über die Wikinger im Zuge der skandinavischen Identitätsfindung. Besonders der schwedische Gelehrte Olof Rudbeck betrachtete den Wikinger als „unseren starken, kriegerischen, ehrbaren, heidnischen und primitiven Vorfahren“.
Obwohl geringwertiger, wurde angenommen, dass seine besten Qualitäten in Schweden und dem übrigen Skandinavien weiterlebten. Im 18. und 19. Jahrhundert wurde die heidnische Primitivität zurückgedrängt zu Gunsten eines freien und gesetzestreuen Wikingerbildes. Dies wirkte sich in der späteren Literatur dahin aus, dass die regulären Eroberungskriege z. B. in England ebenfalls Wikingern zugeschrieben und damit den räuberischen Überfällen auf die englischen Klöster im 8. Jahrhundert gleichgestellt wurden.
Dabei wurde übersehen, dass die Tugenden, die an den Wikingern gelobt wurden, damals nur gegenüber der eigenen Gruppe geübt wurden. Die Moral war streng auf die eigene Sippe und die Gefolgschaft ausgerichtet. Daher war der Raub in der Fremde nichts Unehrenhaftes, im Gegenteil, er trug zum Ansehen bei. Diese Unterscheidung liegt der Entscheidung Harald Hårfagres zu Grunde, den Wikinger Gang-Hrolf (angeblich identisch mit Rollo in der Normandie) aus Norwegen zu verbannen. Solange er in den Ostlanden heerte, wurde dies akzeptiert. Als er aber seine Plünderungen in Vik (Oslofjord) fortsetzte, verstieß er gegen die Regeln, dass man im eigenen Lande nicht plündern durfte. Die etwas verharmlosende Auffassung vom Wikinger in der frühen Neuzeit führte dazu, dass sich die Wikinger angeblich als Bauern und Händler betätigten und die Tugenden des ehrbaren Bürgers übernahmen. Das war die Zeit, als die Wikinger einer ganzen Kulturepoche, nämlich der Wikingerzeit, ihren Namen gaben. Als andere Aktivitäten im Kunstgewerbe entdeckt wurden, wurde der Begriff in der heutigen Weite allgemein auf die seefahrenden Völker der Nord- und Ostsee übertragen, sofern sie räuberisch auftraten. Der Begriff „Wikinger“ verlor seine Konturen. Die romantische Heroisierung führte dazu, dass man den Wikingern besondere Fähigkeiten und Kenntnisse in der Seefahrt andichtete. So sollen sie bereits den Kompass und hervorragende nautische Fähigkeiten besessen haben. Dies ist, wie im Artikel Wikingerschiff dargelegt wird, Legende.

#### Gegenwart

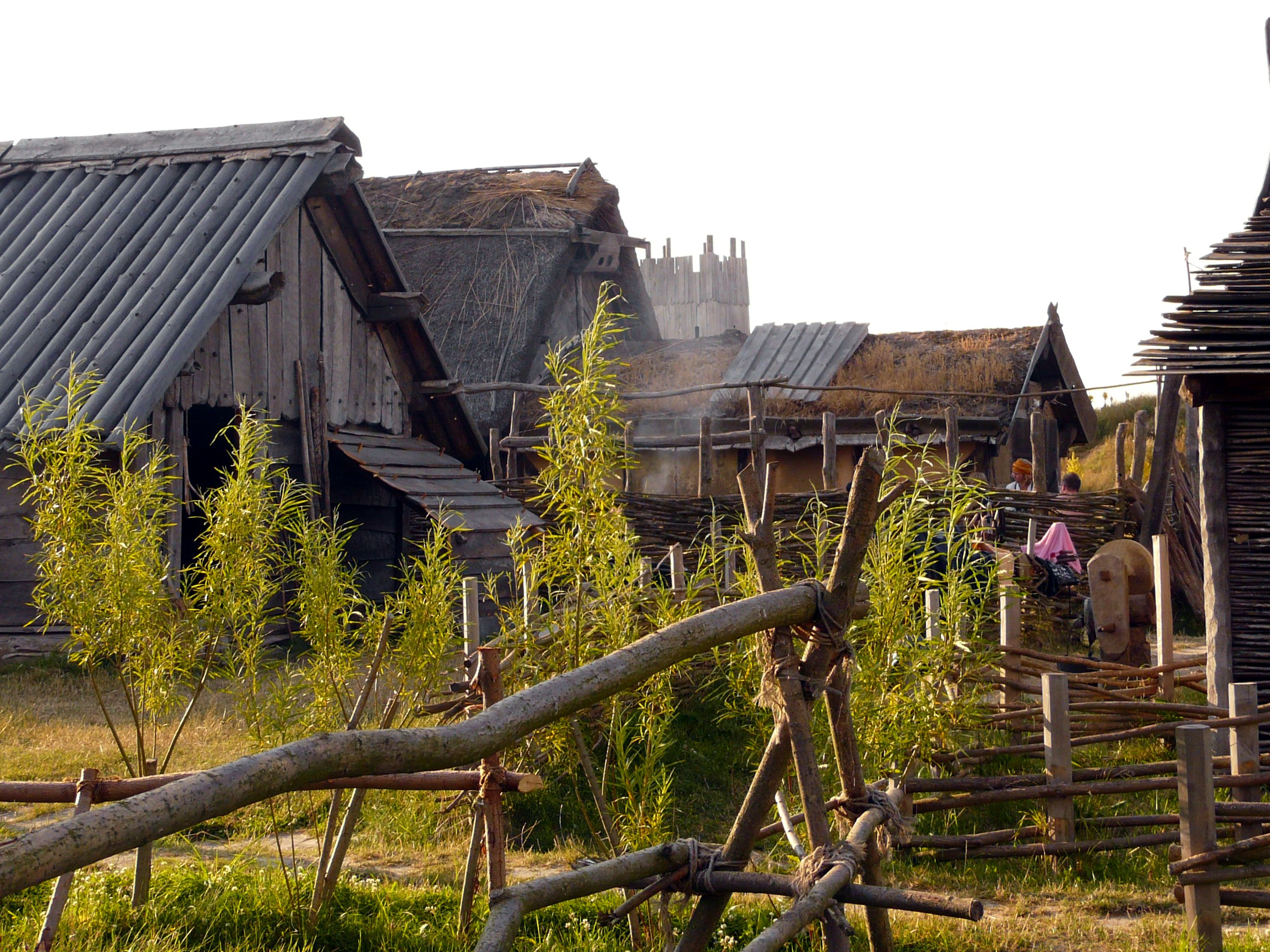
Rekonstruierte Wikingersiedlung Foteviken

Im deutschen Sprachraum wurde Wikinger erst im 19. Jahrhundert zu einem Allgemeinbegriff für nordische Seefahrer. Insbesondere Leopold von Ranke hat wohl zur Verallgemeinerung des Wikingerbegriffs im 19. Jahrhundert entscheidend beigetragen. Vorher wurden diese Völker Nordmannen oder Normannen genannt. Heute wird der Wikingerbegriff immer noch sehr undifferenziert angewendet, wie bereits an den Karten zu sehen ist, die unter der Bezeichnung „Die Welt der Wikinger“ geboten werden und alle Schiffsbewegungen der Wikingerzeit von Vinland im Nordwesten bis in das Byzantinische Reich im Südosten, von Staraja Ladoga im Nordosten bis Gibraltar im Südwesten unterschiedslos den Wikingern zuschreiben. Die Karte Boyers enthält sogar einen wikingischen Pilgerweg nach Jerusalem.
Seit der zweiten Hälfte des 20. Jahrhunderts ist in der Wissenschaft teilweise eine Gegenbewegung zu beobachten, welche unter "Wikinger" ausschließlich die durch Raubzüge bekannten Nordleute versteht – ähnlich wie im christlichen Mittelalter – und möchte sogar jedweden Handel ausschließen. Allerdings gilt die Wirtschaftsweise „Raubhandel“ für viele Wikinger der norwegischen und schwedischen Oberschicht als erwiesen. Die Wikinger auf Raubzug konnten sich anschließend in anderen Ländern niederlassen. Manchmal konnten von diesen Niederlassungen und Siedlungen neue Raubzüge ausgehen. Harald Hårfagre sah sich gezwungen, die Bedrohung der norwegischen Küsten durch Wikinger aus den britischen Inseln abzuwehren. Richtig ist daran nur, dass reine Handelsreisende, Handwerker und Bauern – gleichgültig, wo sie sich niederließen –, deren Lebensentwurf nicht wesentlich von Kampf und Raub bestimmt war, nicht als Wikinger bezeichnet werden dürfen. Damit werden die Nordmänner, die Island und Grönland besiedelten und Nordamerika entdeckten, nicht mehr als "Wikinger" bezeichnet. Die Auffassung von Frands Herschend trifft eher auf die Wikinger zu, die im 8. und 9. Jahrhundert das Frankenreich und England heimsuchten.

### Verwandte Ausdrücke für denselben Personenkreis

#### Skandinavische Textzeugnisse
Zu der eher ehrenvollen Auffassung von Wikinger dürfte das Wort Drængr beigetragen haben, das sich auf den Runensteinen Schwedens findet. Dieses Wort hat um 1000 eine Wandlung durchgemacht. Auf den ältesten Runensteinen wird es oft synonym zu Wikinger gebraucht. Zu dieser Zeit bezeichnet das angelsächsische Lehnwort dreng den Krieger.
Später hatte es dann einen mehr ethischen Inhalt als eine Bezeichnung für einen Mann „von rechtem Schrot und Korn“, ohne dass damit eine Auslandsfahrt verbunden sein müsste. Snorri definiert in seiner Snorra-Edda den Drengr so:

„Drengir heita ungir menn búlausir, meðan þeir afla sér fjár eða orðstír, þeir fardrengir, er milli landa fara, þeir konungsdrengir, er höfðingjum þjóna, þeir ok drengir, er þjóna ríkum mönnum eða bóndum. Drengir heita vaskir menn ok batnandi.“

„‚Drengir‘ heißen junge Männer, solange sie sich Habe und Ruhm erstreiten; ‚Fardrengir‘ die, die von Land zu Land segeln; ‚Königsdrengir‘ die, die Häuptlingen dienen; aber auch die sind ‚Drengir‘, welche mächtigen Männern oder Bauern dienen; ‚Drengir‘ heißen alle rüstigen und reiferen Männer.“

Hier zeichnet sich schon die Begriffswandlung ab, die bis zur Zeit Snorris stattgefunden hatte.
Eine weitere Bezeichnung für Männer mit wikingischer Lebensweise dürfte die frühe Verwendung des Titels húskarl gewesen sein. Es handelte sich um freie Männer, die sich einem Mächtigen anschlossen und dessen Gefolge bildeten. Sie genossen freien Unterhalt und lebten in dessen Haus, das schon deshalb ein geräumiges Anwesen sein musste. Dafür waren sie verpflichtet, ihm bei allen Unternehmungen beizustehen. Ging er auf víking, so bildeten sie seine Kerntruppe, den lið. Húskarl bei einem mächtigen Mann zu sein, war für junge Bauernsöhne eine ehrenvolle Anstellung, insbesondere, wenn diese mächtigen Männer ein Jarl oder ein König waren. Aber unter den Verhältnissen vor und um 1000 konnte eine solche Schar nur gehalten werden, wenn sie Aussicht auf Ruhm und Reichtum hatte, zumal Reichtum Voraussetzung für hohes Ansehen war, das man nur durch große Freigebigkeit („Goldausstreuer“ „Schenker der Ringe“ waren Kenningar für den König.) erwerben konnte. Dies geschah ganz überwiegend auf Auslandsfahrten, die mit Raubhandel verbunden waren. Das wird durch das völlige Fehlen des Titels húskarl in den nachwikingischen schwedischen Quellen nahegelegt.
Snorri definiert in der Ynglinga saga den Seekönig so:

„Í þann tíma herjuðu konungar mjög í Svíaveldi, bæði Danir ok Norðmenn. Voru margir sækonungar, þeir er réðu liði miklu ok áttu engi lönd. Þótti sá einn með fullu mega heita sækonungur, er hann svaf aldri undir sótkum ási, ok drakk aldri at arinshorni.“

„Da gab es viele Seekönige, die über große Heere geboten, aber kein Land besaßen. Den allein erkannte man mit Fug als einen richtigen Seekönig an, der nie unter rußigem Hausdach schlief und nie im Herdwinkel beim Trunke saß.“

Hier handelt es sich um einen typischen Wikingerführer, da die Unterhaltung einer solchen Mannschaft den Raub voraussetzt. Zu Olaf dem Heiligen schreibt er:

„Þá er Ólafur tók við liði og skipum þá gáfu liðsmenn honum konungsnafn svo sem siðvenja var til að herkonungar, þeir er í víking voru, er þeir voru konungbornir, þá báru þeir konungsnafn þegar þótt þeir sætu eigi að löndum.“

„Als er [12-jährig] Heer und Schiffe bekam, gaben ihm seine Leute den Namen ‚König‘, wie dies damals Brauch war. Heerkönige nämlich, die Wikinger wurden, führten ohne weiteres den Königsnamen, wenn sie aus königlichem Blute waren, auch wenn sie noch kein Land zur Herrschaft besaßen.“

Die sehr häufig (auf mehr als 50 Steinen) verwendeten Formulierungen at verða dauður (fand den Tod) und hann varð drepinn (er wurde getötet) wird mit einer Ausnahme nur im Zusammenhang mit dem Tod im Ausland gebraucht. Das kann auf Wikinger-Unternehmungen deuten, aber auch auf Handelsfahrten. Die Handelsschiffe konnten ja selbst Opfer von Überfällen werden.
Die Bezeichnungen der Schiffsmannschaften sind nur wenig belegt. So gibt es den Ausdruck styrimannr. Dieser ist der Schiffsführer. Welcher Art Unternehmungen das Schiff diente, lässt sich aus den wenigen Texten nur indirekt erschließen. Der Stein Haddeby 1 aus Gottorp deutet auf Grund des Textzusammenhangs eher auf eine kriegerische Verwendung hin. Dagegen dürfte der Schiffsführer, der auf dem schwedischen Stein im Dom zu Uppsala genannt wird, auf Handelsfahrt gewesen sein.
Ein weiterer Ausdruck für einen Seekrieger war Skípari, Schiffsmann. Am deutlichsten ist dies auf den Steinen aus Småland und Södermanland zu erkennen.

#### Außerskandinavische Textzeugnisse
Die Bezeichnung in den frühen Schriftquellen des 8. bis 11. Jahrhunderts im Frankenreich lassen nicht immer einen Rückschluss darauf zu, inwieweit die Autoren die Ethnien bei den von ihnen geschilderten Überfällen unterschieden haben. Die Bezeichnung war im Wesentlichen von der Aussageabsicht bestimmt. So werden die Wikinger unter den Sammelbegriffen „Normannen“, „Heiden“ und „Piraten“ geführt. Man findet auch den bevorzugten Begriff Dänen. Manchmal wird zwischen Dänen, Norwegern und anderen unterschieden. Bei den Schilderungen der Untaten kam es den Annalen nicht auf eine ethnische Differenzierung an. Bei Autoren wie Nithard und Notker wird man auf Grund ihrer Informationsquellen davon ausgehen dürfen, dass sie um die überwiegend dänische Herkunft der Wikinger wussten. Trotzdem benutzten sie den Begriff „Normannen“.
In der Hagiographie findet sich eine häufige Gleichsetzung von Normannen und pagani (Heiden). Für die Darstellung des beispielhaften Handelns des geschilderten Heiligen war die ethnische Zugehörigkeit seiner Gegner ohne Bedeutung. Wenn Hinkmar von Reims an Papst Hadrian von pagani Northmanni und an die Bischöfe der Diözese Reims vom Kampf contra paganos schreibt, dann dürfte dieser Verfasser eines Teiles der Annales Bertiniani über die ethnische Zugehörigkeit sicher informiert gewesen sein. In der pastoralen Briefliteratur ist naturgemäß überwiegend von pagani ohne weitere Differenzierung die Rede.
In Annalen und Chroniken wird die Bezeichnung Dänen dann bevorzugt, wenn von den Verhältnissen in Dänemark berichtet wird. Dann findet sich der synonyme Gebrauch von Dänen und Normannen. Andere Schilderungen nennen ausschließlich Dänen als Akteure. Aus Einhards Leben Karls des Großen kann man die Kenntnis unterschiedlicher Volkszugehörigkeit der Normannen ablesen.

„Dani siquidem ac Suenones, quos Nordmannos vocamus, et septentrionale litus et omnes in eo insulas tenent.“

„Dänen und Sueonen, die wir Nordmannen nennen, haben die ganze Nordküste und alle Inseln in ihm (gemeint ist die Ostsee) inne.“

In der Angelsächsischen Chronik wird bei den normannischen Überfällen durchaus zwischen Norwegern und Dänen unterschieden. Der Wikingerangriff 787 wird in der ältesten Handschrift A den Dänen zugeschrieben. Die Handschriften B, C, D, E und F schreiben III scipu nodhmanna. Dies seien die ersten Dänen (Deniscra manna) in England gewesen. Die Handschriften E und F geben zusätzlich als Herkunftsort Heredhalande an, was auf die norwegische Küste bezogen wird.
Andere fränkische Schriftquellen sprechen von den Wikingern als piratae, benutzen das Wort Wikinger aber nicht. Sie unterscheiden nicht zwischen Flotte und Landheer. Im Übrigen decken sich aber die Wortbedeutungen piratae bei den fränkischen und wicing bei den angelsächsischen Quellen, indem sie sich beide auf den Zusammenhang „Schiff – Angriff – Plünderung“ beziehen.

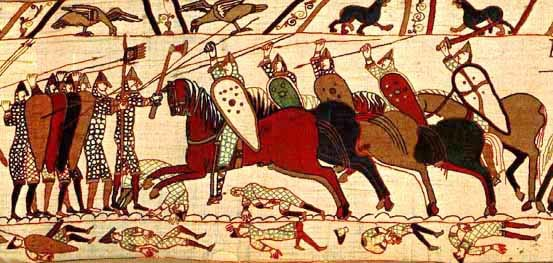
In der Schlacht von Hastings trugen die normannischen Reiter Schilde in verschiedenen Farben (Teppich von Bayeux, Ausschnitt)

In Irland wurden Wikinger Lochlannach genannt, was die gleiche Bedeutung hat. Der Geschichtsschreiber Adam von Bremen nannte die Wikinger Ascomanni, „Eschenmänner“. Es gab Schiffe, die askr oder askvitul hießen. Dies kann darauf zurückzuführen sein, dass die Schiffe unter der Wasserlinie zwar aus Eichenholz, oberhalb der Wasserlinie aber oft aus Eschenholz gebaut gewesen sein sollen, was sich aber archäologisch nicht sicher belegen lässt. Der Schwager von Erik Blutaxt hieß Eyvindr skreyja („Schreier“), dessen Bruder Álfr trug den Beinamen Askmaðr. Die Araber nannten die nordischen Seekrieger, die hin und wieder ihre Küsten heimsuchten, al-Madschūs.
In den irischen Annalen unterschied man zwischen dänischen und norwegischen Wikingern. Die dänischen Wikinger wurden dubh (die Schwarzen) genannt, die norwegischen Wikinger finn (die Weißen). Dies ist angeblich auf die Farbe ihrer Schilde zurückzuführen. Von der Entscheidungsschlacht Olavs des Heiligen bei Nesjar berichtet der Skalde Sigvat als Augenzeuge, dass die Schilde seiner Männer weiß gewesen seien. Zusammen waren sie gall (die Fremden). Tatsächlich hatten die Schilde oft verschiedene Farben. Auch auf dem Teppich von Bayeux sind Langschilde in verschiedenen Farben zu sehen.

## Aktivitäten

### Lebensweise und Unternehmungen

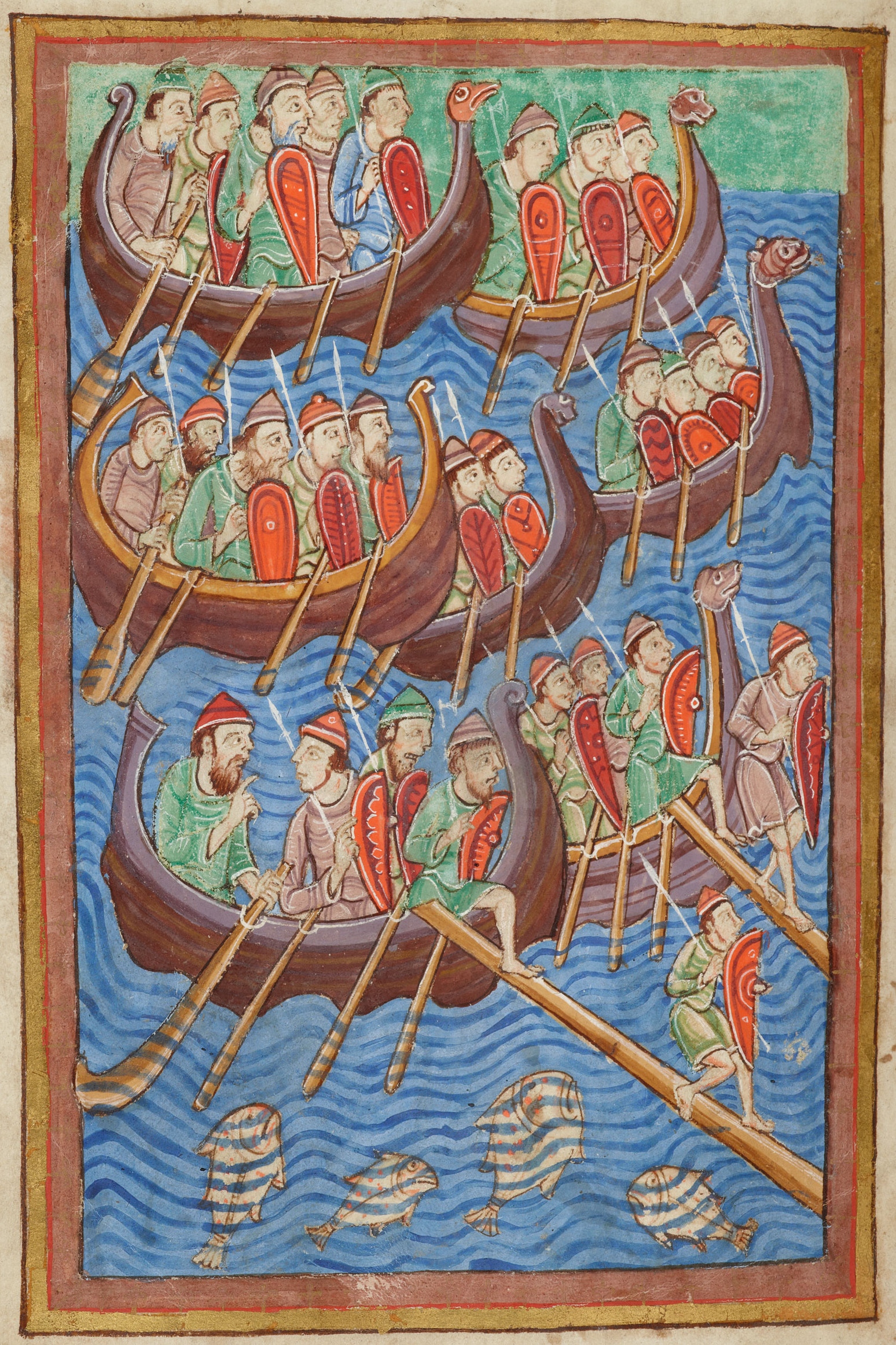
Frühe Darstellung von Seekriegern. Die roten Schilde deuten auf Dänen hin.

Die Außenwahrnehmung der Wikinger unterschied sich radikal von ihrer Selbstwahrnehmung, wobei als Binnensicht nur die Sicht der aristokratischen Wikinger in den Sagas und auf den Runensteinen überliefert ist. Die in Frankreich und England plündernden Wikinger haben keine Zeugnisse ihres Selbstverständnisses hinterlassen. Durch die kontinentale Wahrnehmung und Überlieferung erhielten die Wikinger eine Aufmerksamkeit, die über ihre Bedeutung in der innerskandinavischen Geschichte weit hinausgeht. Bei den Wikingern der Saga-Literatur handelte es sich um eine Lebensphase einiger Adliger, die später in ein normales bäuerliches Leben zurückfanden. Egill Skallagrimsson beschloss sein Leben als Bauer in Island. Bei den übrigen Wikingern handelte es sich um eine soziale Gruppe, die sich aus der skandinavischen Gesellschaft ausgegliedert hatte. Diese wurden nur noch als Feinde der Großen und des Königs gesehen, so dass sie für die innerskandinavische Geschichte nur eine begrenzte Rolle – eben als Feinde – spielten. Die Quellen in ihrer Gesamtheit zeigen ein außerordentlich divergierendes Bild von den Wikingern.
In Diplomen König Ethelwulfs von Wessex, die bestimmte Klöster von Steuern befreiten, wird die Pflicht zur Verteidigung gegen die unglaublich grausamen, barbarischen Feinde ausgenommen. Das gesamte west- und ostfränkische sowie das angelsächsische Quellenmaterial stimmt unabhängig darüber überein, dass die Mordlust und Zerstörungswut ein hervorstechendes Merkmal der Angreifer war. Eine solche Quellenlage kann nicht mit Hinweis auf die durchweg christlichen Verfasser relativiert werden, zumal die wenigen arabischen Quellen aus Spanien das gleiche Bild beschreiben. Die kleineren, vor allem die hagiographischen Quellen betonen diese Eigenschaft besonders, während die Habgier weniger Beachtung findet. Diese wird eher in den größeren erzählenden Quellen angeführt.
Das Wikingerbild des 9. Jahrhunderts kommt in den Annales Bertiniani zum Jahr 841 wie folgt zum Ausdruck:

„Interea pyratae Danorum ab oceano Euripo devecti, Rotumum irruentes, rapinis, ferro ignique bachantes, urbem, monachos reliquumque vulgum vel caedibus vel captivitate pessumdederunt et omnia monasteria seu quaecumque loca flumini Sequanae adhaerentia aut depopulati sunt aut multis acceptis pecuniis territa reliquerunt.“

„Inzwischen überfielen dänische Seeräuber von der Nordsee aus durch den Kanal fahrend Rouen, wüteten mit Raub, Schwert und Feuer, schickten die Stadt, die Mönche und das übrige Volk in den Tod oder in Gefangenschaft, verheerten alle Klöster, sowie alle Orte am Ufer der Seine oder ließen sie, nachdem sie sich viel Geld hatten geben lassen, in Schrecken zurück.“

Die im gleichen Zeitraum durchgeführten Sachsenkriege Karls des Großen haben keineswegs in dieser Weise prägend auf die zeitgenössische Gedankenwelt eingewirkt, obgleich Alkuin dessen Vorgehen gegen die Sachsen scharf kritisierte. Wer in den lateinischen Texten eine antiskandinavische Parteinahme erkennt, übersieht, dass es im damaligen Bewusstsein bereits eine Unterscheidung zwischen politisch motivierten Kriegszügen und Beutezügen aus Habgier mit sinnloser Zerstörungswut gab. Von den innerfränkischen Auseinandersetzungen beschränken sich die Quellen in der Regel auf den Begriff depraedatio (Verheerung) oder devastare (verwüsten) ohne genauere Beschreibung der Vorgänge.

„Odo rex in Francia hiemavit, Karolus vero rex supra Mosellam. Exhinc hi qui cum Karolo erant Balduinum infestum habuere, et ubique depraedationes agebantur ab eis.“

„König Odo überwinterte in Francien, König Karl aber an der Mosel. Von hier befehdeten Karls Anhänger den Balduin und überall wurden von ihnen Verheerungen angerichtet.“

Bei den Normannen heißt es dagegen:

„Nortmanni incendiis et devastionibus in hiantes sanguinemque humanum sitientes ad interitum et perditionem regni mense Novembrio in monasterio sedem sibi ad hiemandum statuunt …“

„Die Normannen aber, nach Verwüstung und Mordbrennerei trachtend und dürstend nach Menschenblut, schlugen zum Unheil und Verderben des Reiches im November ihren Sitz im Kloster Gent auf …“

Dieser unterschiedlichen Beschreibung ist sicher ein unterschiedliches Geschehen zuzuordnen.
Im altfriesischen Recht (17 Keuren und 24 Landrechte), die wohl im 11. Jahrhundert verschriftlicht wurden, wird von den skandinavischen Feinden gehandelt. In den 17 Keuren wird auf sie in drei Paragraphen eingegangen. In § 10 wird den Friesen zugestanden, dass sie zur Verteidigung gegen die heidnischen Heere (hethena here; northhiri) nach Osten nicht weiter als bis zur Weser und nach Westen nicht weiter als bis Fli (= Vlie in Friesland zwischen Vlieland und Terschelling) zu fahren brauchten. § 14 behandelte den Fall, dass jemand von den Nordmannen (nord mon; dae noerd manne) verschleppt worden war. In der niederdeutschen Variante dieser Keuren wurden diese Feinde als konnynck von Noerweghen, noerthliuden, dat northiere oder Noermannen bezeichnet. Wie man diese Wikinger sah, geht aus § 20 der 24 Landrechte hervor:

„Dies ist das 20. Landrecht: Wenn Nordmannen (Northman) in das Land eindringen einen Mann gefangennehmen und fesseln, ihn außer Landes bringen und ihn dann mit ihm zurückkommen und ihn zwingen, Häuser niederzubrennen, Frauen zu vergewaltigen, Männer zu erschlagen, Kirchen niederzubrennen und was man noch für Schaden anrichten kann, und wenn er dann flieht oder aus der Gefangenschaft freigekauft wird, und nach Hause und zu seinem Volk zurückkommt und seinen Bruder, seine Schwester, sein angestammtes Haus und Heim, den Hof und Grund seiner Vorfahren wiedererkennt, da gehe er straflos zu seinem eigenen Besitz. Wenn jemand ihn zum Thing lädt und ihn dieses Verbrechens der großen Untat beschuldigt, das er vorher mit den Wikingern (mith tha witsingon) begangen hatte, dann muss er auf dem Thing erscheinen und offen reden. Und einen Eid muss er dort auf die Reliquien schwören, dass er all dieses nur unter Zwang getan hat, wie es ihm sein Herr befohlen habe, als er ein Mann war, der nicht über Leib und Leben bestimmen konnte. Dann ist weder das Volk noch der Vogt berechtigt, ihn einer Schuld oder Verbrechens zu bezichtigen, weil der Vogt ihm keinen Frieden bewahren konnte; der Unfreie musste tun, was ihm sein Herr gebot, um seines Lebens Willen.“

Überhaupt scheinen in den Wikingerhorden viele Einheimische gezwungenermaßen oder als Kollaborateure mitgezogen zu sein. Bei den Frauen, die im Bericht über die Besetzung von Angers durch Wikinger im Jahre 873 erwähnt werden, geht man davon aus, dass dies nicht Frauen aus der Heimat waren, sondern Teile der Beute:

„Quam cum punitissimam et pro situ loci inexpugnabilem esse vidissent, in laetitiam effusi hanc suis suorumque copiis tutissimum receptaculum adversus lacessitas bello gentes fore decernunt. Protinus navibus per Medanam fluvium deductis muroque applicatis, cum mulieribus et parvulis veluti in ea habitaturi intrant, diruta reparant, fossas vallosque renovant et ex ea prosilientes repentinis incursionibus circumiacentes regiones devastant.“

„Als sie sahen, dass diese Stadt wohlbefestigt und durch ihre natürliche Lage uneinnehmbar sei, waren sie darob voller Freude und beschließen, dass sie für ihre und ihrer Landsleute Truppen als sicherster Zufluchtsort vor den durch ihren Angriff gereizten Völkern dienen sollte. Sofort ziehen sie ihre Schiffe die Maine hinauf und legen sie an die Mauern an, dann halten sie mit Weib und Kind ihren Einzug, um darin zu wohnen, bessern sie aus, wo sie zerstört war, stellen die Gräben und Wälle her und von dort in plötzlichen Überfällen hervorbrechend verwüsten sie die Umgegend.“

In unmittelbarer Nähe zu festen Lagern kam es wahrscheinlich zu Kontakten mit der einheimischen Bevölkerung. Dies dürfte gar bei Belagerungen der Fall gewesen sein. Anders lässt sich folgende Schilderung anlässlich der Belagerung von Paris nicht erklären:

„Dum haec aguntur, episcopus gravi corruit infirmitate, diem clausit extremum in loculoque positus est in ipsa civitate. Cuius obitus Nortmannis non latuit; et antequam civibus eius obitus nuntiaretur, a Nortmannis deforis praedicatur episcopum esse mortuum.“

„Währenddessen wurde aber der Bischof von schwerer Krankheit befallen und beschloss sein Leben, und er wurde in der Stadt selbst in einem Holzsarg beigesetzt. Sein Tod blieb jedoch den Normannen nicht verborgen: noch ehe sein Verscheiden den Einwohnern bekannt geworden war, wurde von den Normannen von draußen verkündet, der Bischof sei gestorben.“

Das friesische Gesetz von 1085, welches v. Richthofen nach vier Handschriften herausgegeben hat, benutzt in einer Handschrift das Wort „Wikinger“ (northeska wiszegge) bei der Festsetzung der Hilfspflicht der Nachbarn bei einem Überfall. Eine andere hat an dieser Stelle tha Nordmanum, die dritte northeska wigandum und die vierte niederdeutsche bietet northesca gygandüm. In den „Sieben Magnusküren“ (wahrscheinlich aus dem 11. Jahrhundert), in denen die Freiheiten der Friesen festgelegt wurden, heißt es:

„Dae kaes Magnus den fyfta kerre ende alle Fresen oen zijn kerre iechten, dat hia nen hereferd ferra fara ne wolde dan aester toe dir Wisere ende wester toe dae Fle op mey dae floede ende wt mey dae ebba, omdat dat se den ower wariath deis ende nachtis iens den noerdkoning ende iens den wilda witzenges sees floed mey dae fyf wepenum: mey swirde ende mey sciolde, mey spada ende mey furka ende mey etekeris orde.“

„Da wählte Magnus die fünfte Küre – und alle Friesen stimmten zu, dass sie auf keiner Heerfahrt weiter ziehen wollen als ostwärts bis zur Weser und westwärts bis zum Fly und nicht weiter in das Land als hin zur Flutzeit und zurück zur Zeit der Ebbe, weil sie Tag und Nacht das Meeresufer vor dem nordischen König und vor der Flut der wilden Wikinger mit fünf Waffen schützen: Mit Schwert und Schild, mit Spaten und Forke und mit der Spitze des Speeres.“

Die Gefangenen wurden zum Bau von Befestigungen herangezogen. In den Miracula S. Benedicti des Adrevald von Fleury (kurz nach 867 geschrieben) wird berichtet, dass christliche Gefangene ein festes Lager errichten mussten, während die Normannen sich erholt hätten.
Auf der anderen Seite werden die Tapferkeit und die Ausdauer der Wikinger durchaus anerkannt. Im Heldengedicht über die Schlacht bei Maldon, in der die Norweger einen entscheidenden Sieg erringen, werden sie als tapfere See-Helden geschildert. Regino von Prüm zollt der Tapferkeit der Wikinger seine Anerkennung. In seiner Chronik zum Jahre 874 schildert er die Begegnung zwischen Vurfand, einem Vasallen König Salomons, mit dem Wikinger Hasting. Die beiden begegnen sich von gleich zu gleich und respektieren einander als Mitglieder des gleichen sozialen Standes. Zum Jahr 888 beginnt er die Schilderung der Belagerung von Paris mit dem anerkennenden Satz:

„Eodem anno Nortmanni, qui Parisiorum urbem obsidebant, miram et inauditam rem, non solum nostra, sed etiam superiore aetate fecerunt.“

„Im selben Jahr vollbrachten die Normannen bei der Belagerung von Paris eine wunderbare und nicht nur in unseren, sondern auch in den früheren Zeiten unerhörte Tat.“

Dabei schildert er ein paar Zeilen weiter, dass sie ganz Burgund durch Raub, Mord und Brand zu Grunde gerichtet hätten. Von einem antinormannischen schematischen Verdammungsklischee kann also keine Rede sein.
Die fränkischen Quellen sprechen von ungeheurer Beute, die die Wikinger auf ihren Raubzügen gemacht hätten. Damit stimmen aber die vergleichsweise bescheidenen Schatzfunde in Skandinavien nicht überein. Der allmähliche Übergang zu Überwinterungslagern im Frankenreich und in England zeigt eine sich von den heimatlichen Strukturen lösende soziale Gruppe, die in den sich entwickelnden zentralistischen Strukturen Skandinaviens nicht mehr integriert werden konnte. Die gewaltigen Schätze wurden nicht mehr in die Heimat gebracht. Die Wikinger, die in den fränkischen Quellen beschrieben werden, sind ein anderer Menschenschlag als der, den Egill Skallagrimsson verkörpert oder der auf den Runensteinen gepriesen wird.
Über die Aufteilung der Beute geben die Quellen keine Auskunft. Wenn in The Anglo-Saxon Chronicle zum Jahre 897 gesagt wird, dass diejenigen Dänen, die kein Geld hatten, sich auf ihren Schiffen wieder nach Frankreich begaben, so deutet das darauf hin, dass diese Schätze offenbar nicht jedermann in gleichem Maße zur Verfügung standen.

Die Wikingerraubzüge im Rheinland

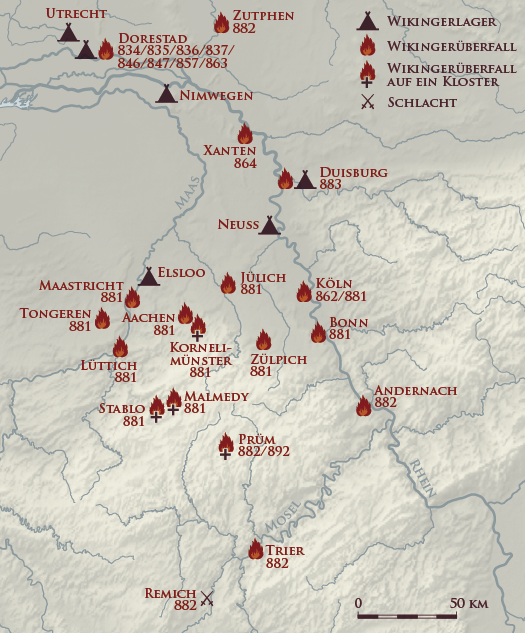
Übersichtskarte der Raubzüge der Wikinger in das Rheinland

Im Herbst 881 fielen Wikinger, die in Elsloo (Flandern) ein festes Lager eingerichtet hatten, in das Rheinland ein und verwüsteten im Großraum Aachen und in der Eifel Städte, Dörfer und Klöster. Im Frühjahr 882 fuhren einige hundert Krieger mit Schiffen den Rhein und die Mosel hinauf und plünderten dort ebenfalls Städte und Klöster. Im Februar 892 erfolgte ein weiterer Kriegszug an die Mosel und den Rhein.

### Die Führung
Ursprünglich waren die Wikingerkönige Seekönige ohne Land. Es handelte sich um Anführer von Raubzügen aus königlicher Familie. Sie sollen sogar auf ihren Schiffen überwintert haben. Denn in einer Beratung zwischen König Olav dem Heiligen und dem Schwedenkönig Önund (auch Anund, Sohn des Olof Skötkonung) sagt Olav: „Wir haben doch ein sehr starkes Heer und gute Schiffe die Menge, und wir können sehr wohl den ganzen Winter hindurch an Bord unserer Schiffe bleiben nach der Art der alten Wikingerkönige.“ Aber da versagen ihm die Schiffsleute die Gefolgschaft. Eine Überwinterung vor Ort kommt bei ihnen nicht in Betracht.
Im fränkischen Verständnis der Wikingerzeit waren „König“ und „Volk“ bereits einander zugeordnete Größen. Das war noch im 6. Jahrhundert anders. Befehls- und Disziplinargewalt des damaligen Heerführers waren noch sehr beschränkt. Als Karl der Große 810 erfuhr, dass eine Flotte König Gudfreds mit 200 Schiffen aus Nordmannia in Friesland eingefallen sei, wurde an seinem Hof ein Hauptangriff zu Lande erwartet, so dass sich der Kaiser veranlasst sah, dieser Gefahr persönlich mit einem Heer zu begegnen. Wenn auch die Zahl 200 übertrieben ist, so ist doch von einer großen Flotte auszugehen. Als er vor Ort eingetroffen war, stellte sich heraus, dass die Flotte bereits abgezogen und Gudfred ermordet war. Da Friesland von den jütischen Herrschern als ihr Interessengebiet betrachtet wurde, ist es zweifelhaft, ob Gudfred diesen Raubzug tatsächlich veranlasst hatte. Aber am Hofe Karls des Großen konnte man sich bei einer so großen Zahl von Schiffen anderes nicht denken. Den Bau des Danewerkes konnten sich die Franken nicht anders vorstellen, als dass er durch einen Beschluss des Königs veranlasst worden sei. Archäologische Untersuchungen haben aber ergeben, dass er viel früher und in mehreren Phasen errichtet worden ist. Karl der Kahle versuchte 860 und in den folgenden Jahren erfolglos, die Nordmannengruppen, die im Seine-Gebiet umherzogen, durch Tributzahlungen, Treueversprechen und Taufen zu bändigen, ohne zu berücksichtigen, dass für diese das Christentum und das Lehnsrecht und überhaupt das „fränkische System“ ohne Bedeutung war. Auch sein Nachfolger Karl der Dicke gab noch ihrem Anführer (rex) Sigfried 886 ein hohes Lösegeld, damit er die Belagerung von Paris abbräche. Sigfried nahm das Lösegeld und zog tatsächlich ab. Aber ein Teil seiner Truppen wähnte sich um die Beute geprellt und setzte gegen seinen Willen die Belagerung fort. Dabei verloren zwei weitere reges ihr Leben. Gleichwohl wurde die Belagerung fortgesetzt, was darauf hindeutet, dass noch mehr reges vor Ort waren. Es operierten immer nur kleine Gruppen nebeneinander, ein einheitliches Oberkommando gab es allenfalls für gemeinsame Aktionen, die Autorität des Anführers war nur durch seinen Erfolg beim Beutezug gewährleistet, wenn er auch immer aus dem Adel stammte. Die einzig wirklich anerkannte Befehlsgewalt über einen Krieger dürfte wohl nur vom einzelnen Schiffsführer ausgegangen sein, soweit dies zur Handhabung des Schiffes notwendig war.
Daneben werden in den fränkischen Quellen die Bezeichnungen princeps, dux und comes verwendet, wenn es sich um kleinere Einheiten handelt. Dabei muss die zu befehligende Gruppe nicht groß sein. Hundeus fährt 896 mit fünf Barken in die Seine ein. Er wird in den Annales Vedastini zum Jahre 896 als dux bezeichnet.
Die Dynamik der Wikinger-Raubzüge ging relativ rasch wenigstens teilweise in reguläre Kriegszüge mit politischem Hintergrund über. Das unterscheidet sie von den wendischen Seeräubern im 12. Jahrhundert. Dieser Unterschied drückt sich in den Quellen aus, in denen die heidnischen Slawen immer Barbaren genannt werden, während dies bei den heidnischen Skandinaviern nicht immer der Fall ist, sondern sie häufig dani, normanni oder suenes heißen. Das politische Ziel der Herrschaftsausweitung setzte sich bei den Kriegszügen erst ganz allmählich durch. Reine Beutelust bei den Kriegern und politische Ziele bei den Anführern verschränkten sich noch lange Zeit, weshalb die Zuordnung eines Kriegszuges zu „Wikingerzügen“ oder „Eroberungskriegen“ höchst problematisch ist. Diese Entwicklung findet ihren literarischen Niederschlag darin, dass in den Königssagas die regierenden Könige trotz aller kriegerischen Unternehmungen, die natürlich mit Beute verbunden waren, nie „Wikinger“ genannt werden. Im Zusammenhang mit Harald Blauzahn wird von seinem Neffen Gullharald berichtet, dass er, da er nicht König wurde, stattdessen „Wikinger“ wurde. Hier wird also nur der nicht zum Zuge kommende Thronprätendent als „Wikinger“ bezeichnet, der seinen Unterhalt durch Raubzüge erstreitet.

### Abgrenzungsprobleme
Bei der Schilderung der Aktivitäten ist zu berücksichtigen, dass es keine Abgrenzungen gibt. Der Überfall zu Beginn der Wikingerzeit auf schottische Klöster und die regulären Kriegszüge nach England, bei denen man eher von Invasionen sprechen muss, oder die Kämpfe um Dublin sind prinzipiell verschieden. Die Übergänge sind fließend. Das eine Unternehmen den Wikingern zuzuschreiben, andere aber als solche von Nordmannen zu bezeichnen, kann zu einer willkürlichen Trennung von historisch Zusammengehörigem führen. Denn was als Wikingerüberfall begann, kann von den gleichen Mannschaften unter neuer Führung später zu einer regelrechten Invasion oder zu einem regulären Kriegszug mit Plünderungen als Begleiterscheinung geraten. Benjamin Scheller unterscheidet drei Phasen: Den Beginn der ersten Phase setzt er mit dem Überfall auf das Kloster Lindisfarne 793 an. Die Raubzüge waren auf die Sommermonate beschränkt, und die Wikinger kehrten danach wieder in die Heimat zurück. Den Beginn der zweiten Phase setzt er auf 843. Seit diesem Jahr kehrten die Wikinger nicht mehr zurück, sondern überwinterten vor Ort. Die Gruppen schlossen sich zu größeren Verbänden unter einheitlicher Führung zusammen und kamen nicht mehr nur über das Meer, sondern auch über Land und zogen auch die Flüsse hinauf. Den Beginn der Endphase datiert er auf 876, als es in England zu einer wikingischen Immigration kam, die zu einer Eroberung von Land und Aufteilung des Landes unter die Gefolgsleute führte.
Außerdem ist zwischen punktuellen Überfällen und den regulären und größer angelegten Raubzügen zu unterscheiden. Ein typisches Beispiel bietet Einhards Leben Karls des Großen:

„Ultimum contra Normannos, qui Dani vocantur, primo pyraticam exercentes, deinde maiori classe litora Galliae atque Germaniae vastantes, bellum susceptum est. Quorum rex Godofridus adeo vana spe inflatus erat, ut sibi totius Germaniae promitteret potestatem.“

„Als letzter Krieg wurde der gegen die Normannen unternommen, die Dänen genannt werden, und zuerst Seeräuberei trieben, dann mit einer größeren Flotte die Küste Galliens und Germaniens verwüsteten. Ihr König Gudfred war von so eitler Hoffnung aufgeblasen, dass er sich die Herrschaft über ganz Germanien versprach.“

Hier wird im Zeitschema „zuerst – dann“ deutlich zwischen Raubüberfall und groß angelegten Plünderungszügen unterschieden und anschließend die räumliche Eroberung durch den König angesprochen. Auf jeden Fall ist den Quellen nirgends zu entnehmen, dass die Überwinterungsstützpunkte in Franken oder in England als Vorläuferaktionen zu einer Landnahme gesehen wurden.
Ein Umschwung der Zielsetzung ist in England erst zu beobachten, als 875/876 das Danelag entstand und die Normannen begannen, sich regulär niederzulassen. Für das Frankenreich ist hier die Belehnung Rollos zu nennen. Aber damit endeten die Raubzüge der Wikinger keineswegs, sondern die Siedlungstätigkeit nahm ganz allmählich zu und die privaten Raubzüge nahmen ebenso allmählich ab. Deshalb werden die Aktivitäten der Nordmänner in der Wikingerzeit ohne Unterscheidung zwischen Wikinger im engeren Sinne und Nordmannen im Artikel Wikingerzeit dargestellt. Dort finden sich auch die Theorien über die Gründe für diese Entwicklung.

### Verhältnis zwischen Raub und zivilem Erwerb
Aus den Silberdepotfunden lässt sich nicht erkennen, welcher Anteil auf Raub oder Lösegeld und welcher auf den Handel zurückzuführen ist, wenn auch diese Tätigkeiten in den Quellen terminologisch scharf getrennt werden. So heißt es in der Egilssaga über den Seefahrer Björn:

„Björn var farmaðr mikill, var stundum í víking, en stundum í kaupferðum …“

„Björn war ein großer Seefahrer und war zeitweise auf Wikingfahrt und zeitweise auf Handelsfahrt …“

Und über Þorir klakka in der Heimskringla:

„Maðr er nefndr Þórir klakka, vin mikill Hákonar jarls, ok var longum í víking, en stundum í kaupferðum …“

„Ein Mann hieß Þorir klakka, ein großer Freund von Jarl Håkon, war lange Wikinger gewesen, zeitweise auch als Kaufmann gefahren …“

Von Björn, dem Sohn Harald Hårfagres, König über Vestfold wird ausdrücklich betont, dass er selten in den Krieg zog, sondern von Tønsberg aus Handelsverbindungen nach Vik in der Nähe, nach den Ländern im hohen Norden, nach Dänemark und dem Sachsenland unterhielt und deshalb den Beinamen „Seefahrer“ oder „Kaufmann“ erhielt. Hier wird terminologisch zwischen Handelsfahrt und Wikingfahrt unterschieden.
Die überlieferten Handelswege wurden in der Wikingerzeit genutzt. Regis Boyer beschreibt sie als wehrhafte Kauffahrer, die sich je nach Lage entschieden, zu plündern statt zu handeln. Gehandelt wurde mit allem: Lebensmittel (Dörrfleisch und -Fisch), Tuche, Felle, Holz, Elfenbein, Schmuck, Waffen, und auch mit Sklaven. Sklaven waren Unfreie, die unterste soziale Schicht der nordischen Gesellschaft. Ansgar trifft in Birka offenbar auf christliche Sklaven.
Aus den geschilderten reichen Hacksilberfunden in England lässt sich nur vermuten, dass vor allem Silber geraubt und damit Handel getrieben wurde.
Aus den Runeninschriften über die Fahrten der Toten zu ihren Lebzeiten und über die Erlebnisse der Heimgekehrten lassen sich nur begrenzt Rückschlüsse auf das Verhältnis zwischen Raubfahrten und Handelsfahrten ziehen. Da die Runensteine der ausgehenden Wikingerzeit Gedenksteine sind, beziehen sie sich überwiegend auf die Toten. Der Händler, der den Reichtum eines Klosters wahrnahm, konnte im folgenden Jahr als Mitglied eines Raubzuges das gleiche Kloster aufsuchen. Der Seeräuber konnte das geraubte Gut, zum Beispiel Sklaven, auf einem Markt als Ware feilbieten. Es ist überhaupt nicht davon auszugehen, dass sich überall alle Wikinger gleich verhielten. Das gilt auch für die Mitglieder reiner Räuberbanden.
Es spricht viel dafür, dass der Stein, der in Rösås (Kronobergs län) gefunden wurde, für einen christlichen Kaufmann in England Anfang des 11. Jahrhunderts errichtet wurde, da der Bestattungsort Bath weit außerhalb des skandinavischen Siedlungsgebietes liegt. Das spricht für eine Trennung zwischen Wikinger und Händler, da dieser Mann dann nicht als Wikinger gelten kann.
Rimbert schildert den Einfall der Schweden in Kurland um 852. Dort werden im Heer neben den Kämpfern auch negotiatiores (Händler) erwähnt und von diesen deutlich unterschieden, die bei der erfolglosen Belagerung Grobiņas vorschlagen, mit einem Losorakel bei Christus um Hilfe nachzufragen.
Ein wohl damals typisches Verhalten wird in der Geschichte Olavs des Heiligen geschildert. Þórir hundur, Karli und dessen Bruder Gunsteinn fahren auf víking nach Bjarmaland:

„En er þeir komu til Bjarmalands þá lögðu þeir til kaupstaðar. Tókst þar kaupstefna. Fengu þeir menn allir fullræði fjár er fé höfðu til að verja. Þórir fékk óf grávöru og bjór og safala. Karli hafði og allmikið fé það er hann keypti skinnavöru marga. En er þar var lokið kaupstefnu þá héldu þeir út eftir ánni Vínu. Var þá sundur sagt friði við landsmenn. En er þeir koma til hafs út þá eiga þeir skiparastefnu. Spyr Þórir ef mönnum sé nokkur hugur á að ganga upp á land og fá sér fjár. Menn svöruðu að þess voru fúsir ef féföng lægju brýn við. Þórir segir að fé mundi fást ef ferð sú tækist vel ‚en eigi óvænt að mannhætta gerist í förinni.‘ Allir sögðu að til vildu ráða ef fjárvon væri.“

„Als sie nun in Bjarmaland kamen, ankerten sie bei einem Handelsplatz, und dort fand ein Markt statt, und die, die reichlich zahlen konnten, erwarben sich dort Waren in Fülle. Þórir kaufte sich eine Menge Grauwerk sowie Biberfelle und Zobelpelze. Auch Karli hatte reichlich Geld, wovon er viel Pelzwerk kaufte. Als nun der Markt geschlossen war, segelten sie den Dwinastrom hinab, und darauf wurde der Friede mit der Landbevölkerung für beendet erklärt. Als sie nun auf die See hinausgekommen waren, da hielten die beiden Heerhaufen eine Beratung darüber ab, und Þórir fragte, ob die Männer alle gesonnen seien, an Land zu gehen und dort Beute zu machen. Die Männer erwiderten, sie täten das sehr gerne, wenn bestimmte Beute in Aussicht stehe. Þórir erklärte, man werde dort wohl sicher Beute machen, wenn ihr Zug einen guten Ausgang nehme, aber es sei nicht unwahrscheinlich, dass Menschenleben auf der Fahrt aufs Spiel gesetzt werden müssten. Da erklärten alle, man wolle den Zug schon wagen, wenn man auf Beute hoffen dürfe.“

Snorri und seine Leser hielten es jedenfalls für die Zeit Olavs des Heiligen für selbstverständlich, dass auf der gleichen Fahrt gehandelt und geraubt wurde, ja, es ist sogar ein Ritual für den Wechsel angedeutet, indem der Friede besonders „aufgekündigt“ wird. Außerdem erkennt man die besondere Motivation durch zu erwartende Beute. Wenn keine Beute zu erwarten war, unterließ man kriegerische Unternehmungen.

„Þar var skammt á land upp jarl sá, er Arnfinnur er nefndur; en er hann spurði, að víkingar voru þar komnir við land, þá sendi hann menn sína á fund þeirra þess erindis að vita, hvort þeir vildu þar friðland hafa eða hernað. En er sendimenn voru komnir á fund Þórólfs með sín erindi, þá sagði hann, að þeir myndu þar ekki herja, sagði, að þeim var engi nauðsyn til að herja þar og fara herskildi, sagði, að þar var land ekki auðugt.“

„Etwas landeinwärts wohnte ein Jarl namens Arnfin. Als er hörte, dass Wikinger ins Land gekommen seien, sandte er seine Mannen ihnen entgegen mit dem Auftrag zu erkunden, ob sie in Frieden oder in Feindschaft kämen. Da die Gesandten mit ihrer Botschaft zu Thorolf kamen, sagte dieser, sie würden hier nicht heeren. Er meinte, sie empfänden gar kein Bedürfnis dort zu heeren und kriegerisch vorzugehen. Das Land sei ja nicht reich.“

Diese untrennbare Verschränkung von Raub und zivilem Erwerb wird besonders am Begriff des felagi (Plural felagaR) deutlich, das „Genosse“ bedeutet. FelagaR waren Männer, die Teile ihres beweglichen Vermögens zusammenlegten, das fortan einem gemeinsamen Unternehmen diente. Gewinn und Risiko trugen sie gemeinsam. Aber auch Kameraden auf gemeinsamem Kriegszug waren felagaR. Welcher Art die Unternehmungen waren, ist umstritten. Finnur Jónsson verfocht die Auffassung, es habe sich um reine Handelsfahrten gehandelt, Magnus Olsen hielt die Felagi dagegen für Kameraden auf dem Kriegszug. Die Verfasser der Danske Runeinnskrifter nehmen für die dänischen Runensteine ausschließlich die kriegerische Bedeutung an. Dabei ist zu berücksichtigen, dass in der frühen Zeit des Raubhandels nicht überall eine strikte Trennung zwischen diesen Betätigungen gegeben war.
Für die Wikinger, die im 9. Jahrhundert das Frankenreich und England heimsuchten, gilt das nicht. Männer, die mehrere Jahre in befestigten Lagern hausten und brennend und mordend durch die Lande streiften, waren keine Bauern und hatten keine Kenntnisse auf dem Gebiet des Handels. Das war eine völlig andere soziale Gruppe mit eigenen Gesetzen und Handlungsnormen. Andere beteiligten sich an dem einen oder anderen Unternehmen, doch die meisten dürften sich überhaupt nicht beteiligt haben.

### Vertragstreue
In den fränkischen und angelsächsischen Quellen wird die Vertragstreue unterschiedlich beurteilt. Da Verträge personengebunden waren, hing sie sicher vom Charakter und der Einstellung der vertragschließenden Personen ab. Darüber hinaus ist zu berücksichtigen, dass Vertragstreue nicht unbedingt ethisch motiviert sein muss. Mit Personen, die Verträge nicht einhalten, schließt man keine weiteren Verträge. Wenn immer wieder Tributzahlungen an Wikinger geleistet worden sind, um sie von Angriffen abzuhalten, müssen also die tributzahlenden Vertragspartner die Erfahrung gemacht haben, dass danach die Angriffe in aller Regel unterblieben. Darüber hinaus ist zu berücksichtigen, dass zur damaligen Zeit Verträge nur zwischen den Personen galten, die sie schlossen und darüber hinaus keine Wirksamkeit entfalteten. Das ist auch aus den kontinentalen Vasallenverträgen bekannt, die nur zu Lebzeiten beider Partner galten und beim Tode des Herrn (Herrenfall) oder des Vasallen (Mannfall) endeten. Dies galt als allgemeiner Grundsatz auch für die Wikinger.

„Anno Domini incarnationis DCCCLXXXIIII. Nortmanni, qui ab Haslon recesserant, Somnam fluvium intrant ibique consederunt. Quorum creberrimas incursiones cum Carlomannus sustinere non posset, pecuniam pollicetur, si a regno eius recederent. Mox avidae gentis animi ad optinendam pecuniam exardescunt et XII milia pondera argenti puri atque probati exigunt totidemque annis pacem promittunt. Accepta tam ingenti pecunia funes a litore solvunt, naves concendunt et marina litora repetunt. … Nortmanni cognita morte regis protinus in regnum revertuntur. Itaque Hugo abba et ceteri proceres legatos ad eos dirigunt, promissionem et fidem datam violatam esse proclamant. Ad hac illi respondent, se cum Carlomanno rege, non cum alio aliquo foedus pepigisse; quisquis ille esset, qui ei in regnum succederet, eiusdem numeri et quantitatis pecuniam daret, si quiete ac pacifice imperium tenere vellet.“

„Im Jahr der göttlichen Menschwerdung 884 laufen die Normannen, die von Asselt abgezogen waren, in die Somme ein und ließen sich dort nieder. Da Karlmann ihren häufigen Einfällen nicht widerstehen konnte, verheißt er ihnen Geld, wenn sie sein Reich verließen. Bald brennen die Herzen dieses gierigen Volkes nach dem Empfange des Geldes, sie erheben 12.000 Pfund reinen und geläuterten Silbers und versprechen auf ebenso viel Jahre den Frieden. Nachdem sie eine so ungeheure Summe erhalten hatten, lösen sie die Taue von dem Ufer, besteigen ihre Schiffe und eilen nach den Seegestaden zurück. … [Im gleichen Jahr stirbt Karlmann] … Die Normannen kehren, als sie den Tod des Königs erfahren, sofort in das Reich zurück. Der Abt Hugo und die übrigen Großen schicken daher Gesandte zu ihnen und halten ihnen vor, sie hätten ihr Versprechen und die von ihnen eingegangene Verpflichtung verletzt. Hierauf erwidern jene, sie hätten mit dem König Karlmann, nicht mit irgend jemand anderem, einen Vertrag geschlossen; wer der auch sein möchte, der ihm in der Regierung nachfolge, er müsse eine Geldsumme von gleichem Betrage und Gewicht hergeben, wenn er sein Reich in Ruhe und Frieden besitzen wolle.“

Während in den Quellen ganz überwiegend festgehalten wird, dass die Wikinger nach Erhalt des Lösegeldes ihren Teil der Abmachung einhielten und abzogen, so wird doch hin und wieder geschildert, dass sie es mit der Vertragstreue nicht genau nahmen. Als sie in Angers von König Karl belagert wurden und in ernsthafte Gefahr gerieten, ihre Schiffe zu verlieren, da boten sie Lösegeld für freien Abzug an.

„Rex turpi cupiditate superatus pecuniam recepit et ab obsidione recedens hostibus vias patefecit. Illi conscensis navibus in Ligerim revertuntur et nequaquam, ut spoponderant, ex regno eius recesserunt; sed in eodem loco manentes multo peiora et inmaniora, quam antea facerant, perpetrarunt.“

„Von schnöder Habgier übermannt nahm der König Karl der Kahle das Geld an, hob die Belagerung auf und gab den Feinden die Straße frei. Jene besteigen ihre Schiffe und kehren in die Loire zurück, entfernen sich aber keineswegs aus seinem Reiche, wie sie gelobt hatten, sondern in derselben Gegend verbleibend verübten sie noch viel schlimmere und unmenschlichere Dinge, als sie zuvor getan hatten.“

Als eklatanten Vertragsbruch schildert der Mönch von St. Vaast das Verhalten der Normannen bei der Belagerung von Meaux:

„Interim Nortmanni Meldis civitatem obsidione vallant, machinas instruunt, aggerem comportant ad capiendam urbem. … Cumque hi qui infra civitatem erant inclusi, obsidione pertesi, fame attenuati, mortibus etiam suorum nimis afflicti, cernerent ex nulla parte sibi auxilium adfuturum, cum Normannis sibi notos agere coeperunt, ut data civitate vivi sinerentur abire. Quid plura? Refertur ad multitudinem, et sub spetie pacis obsidens dant. Reserantur portae, fit via Christianis, ut egrediantur, delegatis his qui eos quo vellent ducerent. Cumque amnem Maternam transissent et longius a civitate processissent, Nortmanni eos omnes insecuti comprehenderunt ipsum episcopum cum omni populo.“

„Unterdessen belagerten die Normannen die Stadt Meaux, stellten Belagerungsmaschinen auf und errichteten einen Damm, um die Stadt zu erobern. … Und da die in der Stadt Eingeschlossenen, durch die Belagerung ermattet, durch Hunger entkräftet und durch den Tod der ihrigen sehr betrübt, sahen, dass von keiner Seite Hilfe kommen werde, fingen sie an, mit Normannen, die ihnen bekannt waren, zu unterhandeln, dass sie nach Übergabe der Stadt ihres Lebens sicher abziehen dürften. Was weiter: der Vorschlag wurde der Menge mitgeteilt und von den Normannen zum Schein Geiseln gegeben. Die Stadttore wurden geöffnet, den Christen wurde der Weg freigemacht und ihnen Leute bestimmt, um sie zu führen, wohin sie wollten. Nachdem sie aber die Marne überschritten und sich schon weiter von der Stadt entfernt hatten, brachen die Normannen alle zu ihrer Verfolgung auf und machten den Bischof mit dem ganzen Volk zu Gefangenen.“

In den angelsächsischen Quellen überwiegen die Schilderungen von Vertragsbrüchen. 876 kam es nach längeren Kämpfen zu einem Vergleich, in welchem die Wikinger eidlich versprachen, Northumberland zu verlassen. Sie leisteten den Eid sowohl nach heidnischer Sitte auf den heiligen Armring und nach christlicher auf die Reliquien. Doch wurde der Schwur nicht gehalten, und noch im gleichen Jahr setzte sich Halfdan in Northumberland so fest, dass er das Reich unter die Seinigen aufteilen konnte.

### Das Ende
Das Ende der Raubzüge fällt nicht mit dem Ende des Zeitraums zusammen, den man die Wikingerzeit (1066 mit der Schlacht bei Hastings und der Zerstörung von Haithabu) nennt. Denn schon vorher hatten die privaten Raubzüge weitgehend ihr Ende gefunden. Die Datierung des Endes hängt damit zusammen, dass man die Plünderungszüge norwegischer Könige im Zuge ihrer Kriege mit einbezieht, die sogar noch unter Magnus Berrføtt (1073–1103) stattfanden, weshalb man ihn als den letzten Wikingerkönig bezeichnet hat. Diese Plünderung war die damals in ganz Europa übliche Art, einen Krieg zu finanzieren, und ist nichts, was spezifisch auf Wikinger zu beziehen ist.
Die nachfolgend beschriebenen Ansiedlungen und Landzuweisungen führten keineswegs zu einem Ende der Raubzüge. Aus den Mörderbanden wurden nicht friedliche Bauern und Familienväter. Die Quellen berichten auch nach den Landzuweisungen von blutigen Kämpfen. Vielmehr ist eine allgemeine Erschöpfung der beteiligten Wikinger und eine Überalterung der Teilnehmer wahrscheinlicher. Das Eintrittsalter in eine Gefolgschaft wird mit 18 Jahren angesetzt. Mit 50 Jahren endete das Kriegerdasein. Nach den Quellen waren die gleichen Gruppen viele Jahre unterwegs. Die Verluste bei den Kämpfen konnten allmählich nicht mehr aus der ursprünglichen Heimat aufgefüllt werden, da sich dort die negative Bewertung der raubenden Brandschatzung im Zuge der Erstarkung der Königsmacht immer mehr durchsetzte. Hinzu kam die allmählich erstarkende Abwehr in den betroffenen Gebieten, die die vorher mehr oder weniger gefahrlosen Raubzüge immer mehr zum unkalkulierbaren Risiko werden ließ. So ist der Übergang zu nach damaligen Maßstäben zivilisiertem Verhalten zum einen dem biologischen Generationenwechsel, zum anderen den Frauen zuzuschreiben, die sich ja zum weitaus größten Teil aus der Bevölkerung vor Ort rekrutierten und daher ihre Kultur der nachfolgenden Generation vermittelten, während die marodierenden Wikingerbanden keine eigene Kultur hatten, die sie hätten tradieren können.
Ein wesentlicher Faktor dürfte auch die zunehmende Befestigung der zu plündernden Gebiete sein, die mit einer Professionalisierung der verteidigenden Heere einherging. Die Opfer der Raubzüge entwickelten rasch Strategien, um den Wikingern etwas entgegensetzen zu können. Städte wurden mit Befestigungsanlagen versehen, während an strategisch wichtigen Orten Burgen errichtet wurden, in die sich das Volk bei Gefahr flüchten konnte. Wikinger waren im Allgemeinen nicht fähig eine solche Verteidigung zu überwinden, während die Garnison dieser Befestigungen eine ständige Bedrohung für Plünderverbände darstellten.

#### England
In England setzte das Ende der Raubzüge mit den ersten Niederlassungen in Northumbrien 876 ein und war im Wesentlichen um 918 abgeschlossen. Das bedeutet, dass sich das Ende bereits abzeichnete, als sich die Christianisierung Skandinaviens noch nicht durchgesetzt hatte, so dass dieser Vorgang nicht als Ursache herangezogen werden kann.
Für England berichtet die Angelsächsische Chronik:

„& þy geare Healfdene Norþanhymbra lond gedælde. & ergende wæron & hiera tilgende.“

„… und Halfdan verteilte das Land der Northumbrier, und sie begannen von da an zu pflügen und sich selbst zu versorgen.“

Und Asser schreibt:

„Eodem quoque anno Halfdene, rex illius partis Northanhymbrorum, totam regionem sibimet et suis divisit, et illam cum suo exercitu coluit.“

„In diesem Jahr teilte Halfdan, der König dieses Teils von Northumbrien, die ganze Region unter sich und die seinen auf und bebaute es mit seinem Heer.“

Die Beteiligten aus dem exercitus (Heer) waren noch Krieger, nicht Bauern. Die Sesshaftigkeit war Ergebnis der vorangegangenen Gewalt, nicht deren Ziel. In einer weiteren Stufe ließen sich Wikingergruppen 877 und 880 in Mercia und Ostanglien unter Führung von Guthrum nieder. Æthelweard schreibt, dass alle Einwohner dieses Landes sub iugo imperii sui (unter das Joch seiner Herrschaft) gebracht wurden. Auch hier war offenbar Gewalt noch an der Tagesordnung. Ein Teil seines Kontingentes zog 880 zu weiteren Plünderungszügen nach Frankreich. 893 kamen sie aber mit 250 Schiffen nach England zurück. 897 teilte sich das Kontingent abermals nach schweren Kämpfen, und der eine Teil ging zu den Dänen in Northumbria und Ostanglien, der andere wieder nach Frankreich. Allmählich löste sich der wikingische Raubverband auf. Aus der Gesamtschau des Quellenbestandes leitet Zettel ab, dass der Grund für diese Entwicklung in der sich steigernden Abwehr der englischen Aristokratie auf der einen Seite und der zunehmenden Erschöpfung der normannischen Kampfressourcen auf der anderen Seite zu suchen sei. 875 hatte sie Alfred bei Ashdown besiegt. 877 hatten die Wikinger bei einem Sturm 120 Schiffe verloren. Darauf verfolgte sie Alfred zu Lande, was dann zur Niederlassung in Mercia führte. Ein solcher Aderlass war nicht bald zu kompensieren. Aber die den Gesamtvorgang begleitenden harten Kämpfe zeigen, dass hier noch marodierende Kampfgefolgschaften existierten. Der Integrationsprozess wird auf etwa 100 Jahre, also mindestens drei Generationen geschätzt. Nach Alfreds Sieg über Guthrum 878 kam es zu einer vertraglichen Regelung.
In der Folgezeit überzog Alfred das von ihm beherrschte Gebiet mit befestigten Plätzen, professionalisierte seine Haustruppen, indem er erstmals eine stehende Armee erschuf und stellte eine Kriegsflotte auf. Bei den später folgenden Wikingerangriffen erwiesen sich insbesondere die Befestigungsanlagen als sehr erfolgreich, da sie nicht nur als Aufmarschpunkt für mögliche Gegenangriffe, sondern auch als sicherer Zufluchtsort für Menschen und Kapital in Form von Vieh, Gold etc. dienten. Raubzüge wurden damit immer weniger profitabel und zunehmend riskant. Im Burghal Hidage werden 33 befestigte Plätze genannt, deren Besatzung durch eigens freigestelltes Land finanziert wurde. Diese enormen Ausgaben deuten einerseits darauf hin, dass die Wikingergefahr weiterhin bestand und andererseits, dass diese Festungen ihre Aufgabe wie vorhergesehen erfüllten.
Diese Taktik wurde von seinem Sohn Eduard der Ältere, seiner Tochter Ethelfleda und später seinem Enkel Æthelstan weitergeführt, die in England siedelnde Nordmänner durch eine Kombination aus Errichtung von Befestigungen und offenen Feldschlachten weiter und weiter zurückdrängten, bis unter Æthelstan erstmals ganz England wieder durch die Sachsen beherrscht wurde.

#### Frankreich
897 zogen diejenigen Dänen, die kein Geld hatten, zu Schiff wieder nach Frankreich. Offenbar konnten sie sich bei ihren Stammesgenossen nur gegen Geld niederlassen.

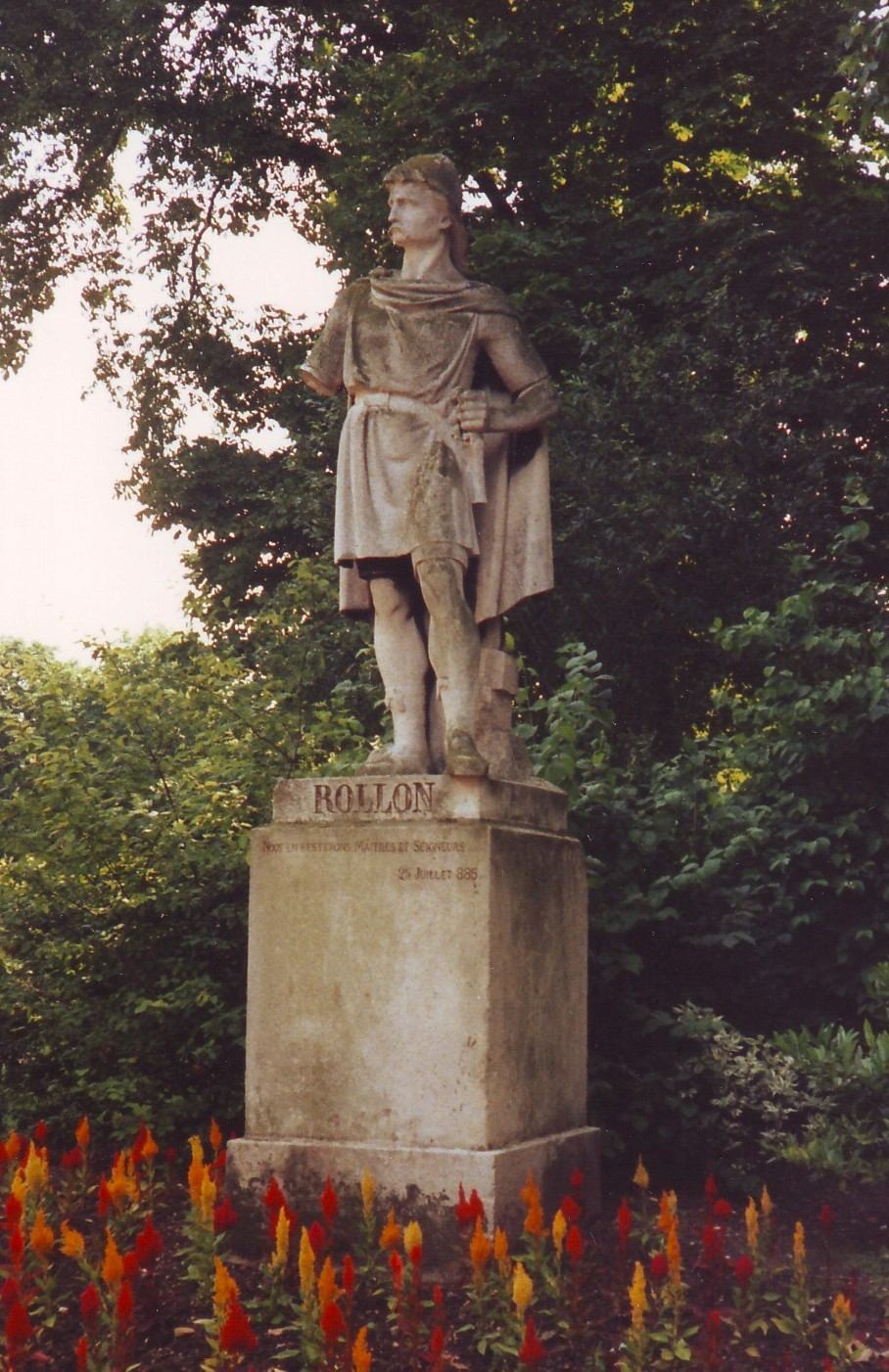
Rollo-Statue in Rouen

896 kamen 5 normannische Schiffe in die Seine. Es kamen weitere Schiffe hinzu, und diese fuhren in die Oise und ließen sich in Choisy nieder. 897 machten sie einen Raubzug bis zur Maas. Aus Furcht vor dem auftauchenden königlichen Heer zogen sie an die Seine und führten dort weitere Plünderungszüge durch. Ihr Anführer Hundeus ließ sich 897 taufen und verschwindet danach aus den Quellen. Stattdessen tritt nun Rollo hervor. Dieser erlitt in der Folgezeit mehrere schwere Niederlagen gegen die entschlossener werdende Abwehr der Franken unter Graf Robert und Herzog Richard, die er nicht mehr hinreichend kompensieren konnte. In den Quellen wird der Zusammenhang zwischen diesen Verlusten und der Bereitschaft zur Christianisierung immer wieder beschrieben. Es bestand die akute Gefahr einer vollständigen Vernichtung. Rollo kam nicht als Staatengründer aus dem Norden, sondern ihm und dem Rest seiner Mannschaft, der von dem bereits dezimierten Teil der Normannen, die 896 aus England gekommen waren, noch übrig geblieben war, wurde ein begrenztes Gebiet als Wohnsitz zugewiesen pro tutela regni (zum Schutz des Königreiches) Dabei wird der Übertritt zum Christentum als Mittel zur Besänftigung der Mordlust betrachtet und zur Bedingung der Landzuweisung. Für einen Plan, in der Normandie eine eigene Herrschaft zu begründen, also für einen Eroberungskrieg der Normannen gibt es in den Quellen keinen Hinweis. Allgemein wird der Abschluss des langwierigen Integrationsprozesses in der Normandie auf die Zeit um das Jahr 1000 angesetzt. Dabei spielte eine besondere Rolle, dass die Normannen bereits 920 in die innerfränkischen Auseinandersetzungen hineingezogen wurden. Aber für die ersten zwei Jahrzehnte nach dem Vertragsschluss überwiegen noch die Raubzüge. Sie fanden in der Bretagne, Aquitanien, in der Auvergne und Burgund statt. Die Wortwahl depraedari, vastare und pyratae bei Flodoard und in anderen Quellen lässt noch keinen Unterschied zur Zeit davor erkennen. Es werden wie vorher hohe Tribute für den Frieden erpresst. Neu ist hier die Forderung nach Land, die 924 zur Überlassung weiterer Gebiete, darunter Bayeux, führte. Unter dem Sohn Rollos, Wilhelm, kam es noch zu Plünderungszügen. Die Überfälle auf die Gebiete der Rhein- und Waalmündung 1006 und 1007 waren nur noch sporadische Überfälle im Stil der Wikinger, aber nicht vergleichbar mit den großen Plünderungszügen der Vergangenheit.

## Ausrüstung
Das Wichtigste für die Wikinger waren die Schiffe und die Waffen.

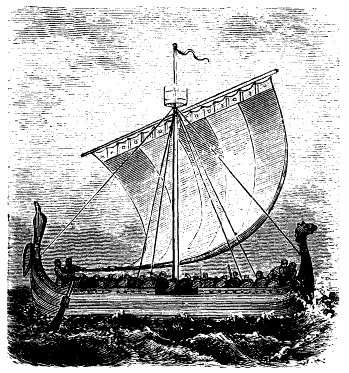
Drachenschiff, wie man es sich um 1900 vorstellte.

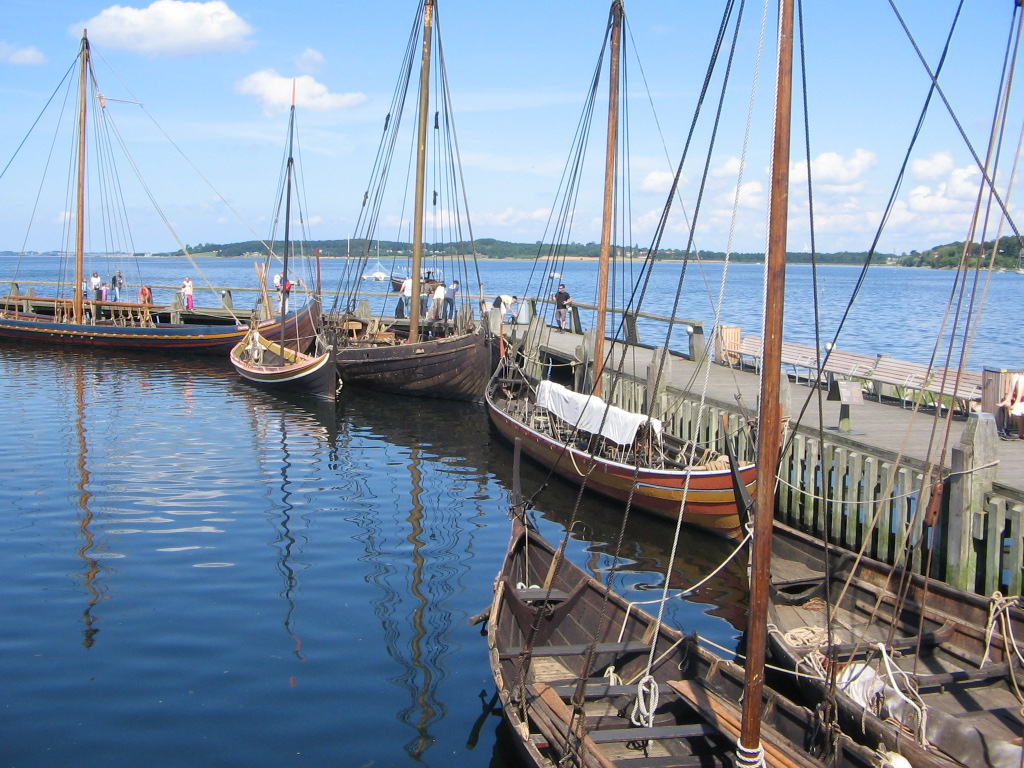
Nachbauten von Wikingerbooten im Hafen des Wikingerschiff-Museums, Roskilde. Foto Antony

### Schiffe und Mannschaft
Für die Wikinger der Sagas sind die Schiffstypen einigermaßen bekannt. Bei den Kriegsschiffen handelte sich in der Regel um Langschiffe unterschiedlicher Größe.
Dass die Wikinger auf diesen Schiffen Pferde zu ihren Raubzügen mitführten, ist unwahrscheinlich. In den Quellen wird dazu nichts berichtet. Angesichts der Ruderbänke im Abstand von 70–100 cm und der zu verstauenden Ausrüstung wäre das eher schwierig gewesen, zumal Wasser und Futter hätten mitgeführt werden müssen. Soweit Pferde zum Einsatz kamen, dürften sie vor Ort requiriert worden sein. Asser berichtet, die Normannen hätten zur Belagerung von Rochester 884 ihre Pferde von Frankreich mitgebracht. Im Übrigen berichten er und die Anglo-Saxon Chronicle (zum Jahr 866), dass die Pferde vor Ort requiriert wurden. Ob die Wikinger selbst zu Pferde kämpften, ist nicht überliefert. Aber der Kampf zu Pferde war durchaus bekannt.
Bei den Wikingereinfällen im Frankenreich wird in keiner Quelle die Zahl der beteiligten Krieger genannt, sondern nur, dass es sich um ungeheure Mengen gehandelt habe. In einigen Quellen wird aber die Zahl der Schiffe angegeben. Um welche Schiffe es sich handelte, wird nicht gesagt. In angelsächsischen Quellen ist von scip-hlæst die Rede, was eine Kampfgemeinschaft auf einem Schiff bedeutet, ohne dass es einen Hinweis auf die Zahl gibt. Zettel geht von einer durchschnittlichen Mannschaftsstärke von 25–50 Männern aus. Das würde den kleinsten Langschiffen (13-Ruderer) entsprechen und multipliziert diese Zahlen mit den seltenen Angaben über die Schiffszahlen. So kommt er dazu, dass die in den „Reichsannalen“ erwähnten 13 Schiffe, die die flandrische Küste brandschatzten, eine Mannschaftsstärke von 350 bis 650 Mann transportierten. Das klingt plausibel, da sie von der örtlichen Bevölkerung abgewehrt werden konnten. Die Miracula S. Filiberti erwähnen 843 einen Angriff auf Nantes mit 67 Schiffen, was zu einer Truppe von zwischen 1.700 und 3.400 Mann führen würde. Eine weitere Quelle schildert eine Flotte von 120 Schiffen, die 845 in die Seine einlief und nach Paris vorrückte. Dieser Zahl würde eine Mannschaftsstärke zwischen 3.000 und 6.000 Mann entsprechen. Dann heißt es aber weiter, dass König Karl sich zwar zum Kampf rüstete, aber einsah, dass er die Normannen unmöglich besiegen konnte. Dass Karl aus seinem Hinterland keine entsprechende Truppe hat aufstellen können, erscheint wenig plausibel. Die Zahl der Wikinger dürfte da unterschätzt worden sein. 852 sollen die Normannen mit 252 Schiffen Friesland heimgesucht und Abgaben erhoben haben. Diese knappe Schilderung ohne Erwähnung von irgendwelchen Zerstörungen lässt nicht auf Wikinger, sondern auf eine Flotte des dänischen Königs schließen. Es würde sich um eine Mannschaftsstärke zwischen 6.300 und 12.600 gehandelt haben. Zettel hält die Zahl der Schiffe für zu hoch, weil er von Wikingern ausgeht. Eine weitere Zahlenangabe findet sich in den Gesta Conwoionis Abbatis aus dem Kloster Redon an der Vilaine. Danach seien die normannischen Zerstörer von Nantes mit 130 Schiffen in die Vilaine eingelaufen. Das würde zu einer Mannschaftsstärke von 2.600 bis 6.500 Mann führen. Vom Normannenkönig Horich wird gesagt, er habe 600 Schiffe auf der Elbe gegen König Ludwig einlaufen lassen, was zu einer Mannschaftsstärke zwischen 15.000 und 30.000 Mann führen würde. Sie seien von einem Sachsenheer besiegt worden. Diese Zahl wird allgemein als unglaubwürdig angesehen und die Zahl von 60 Schiffen für wahrscheinlicher gehalten. Diese Zahlen geben aber allenfalls die Größenordnungen wieder. Sie gehen von den kleinsten Langschiffen aus und unterstellen, dass alle Wikingerflotten nur mit diesem Schiffstyp operiert hätten.

### Waffen

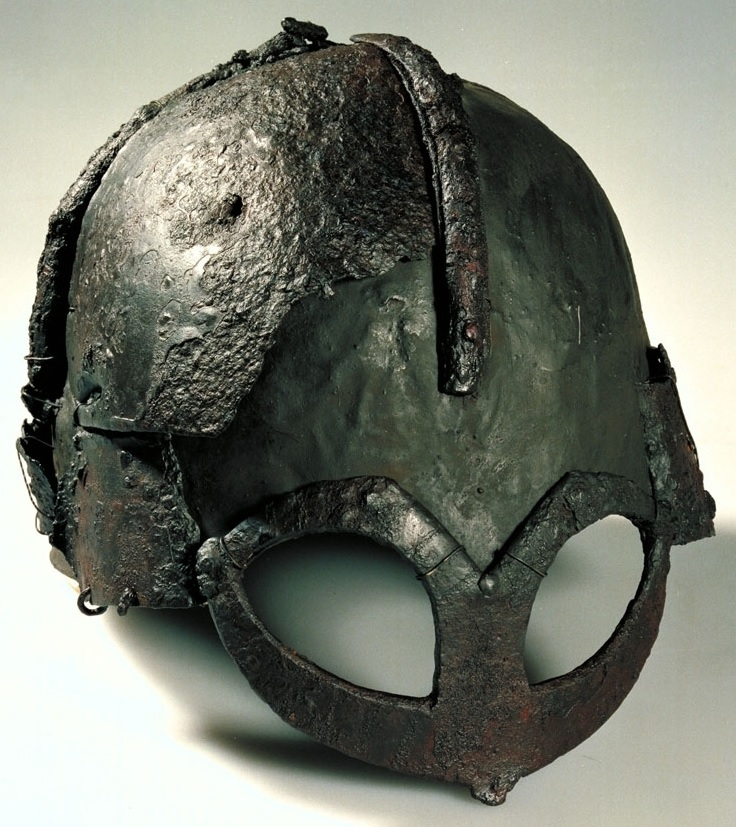
Der Gjermundbu-Helm (wohl 10. Jahrhundert)

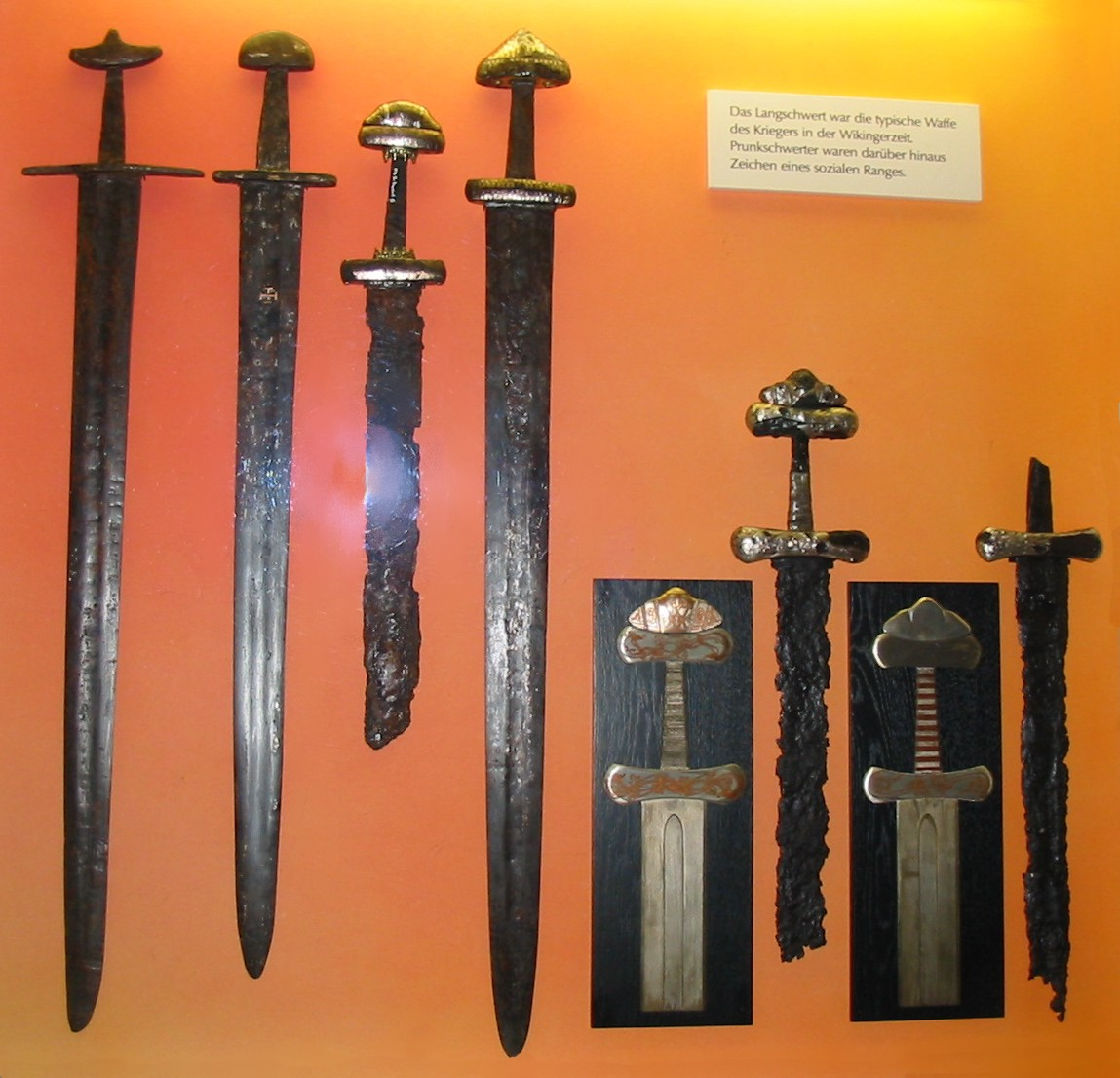
Wikinger-Schwerter im Wikinger Museum Haithabu

Man kann davon ausgehen, dass die Schiffsausrüstung eines Wikingerschiffes der im Zusammenhang mit den Kriegsschiffen des Königs bekannten Schiffsausrüstung entsprach. Das Gleiche kann man von der Bewaffnung sagen. In späterer Zeit, als die Wikinger im Ansehen sanken, dürfte die Bewaffnung wesentlich schmuckloser geworden sein, wenn auch dank der Beutezüge nicht schlechter. Die Waffen waren in der frühen Wikingerzeit Zeichen des freien Mannes.
In den Gräbern von Reitern fanden sich Zaumzeug, Sporen und Steigbügel. Sie waren aber offenbar nur den oberen Gesellschaftsschichten vorbehalten. In den Gräbern Berittener aus der jüngeren Wikingerzeit sind auch Lanzen als Stoßwaffe gefunden worden.
In den fränkischen und angelsächsischen Quellen werden die Waffen nicht oder nur sehr beiläufig bei Kampfhandlungen erwähnt. Bei den Wikingern in Franken und in England waren die Hauptwaffen sicher Axt, Speer, Pfeil und Bogen. In der angelsächsischen Vita Oswaldi aus dem 10. Jahrhundert wird etwas näher auf die Bewaffnung eingegangen. Dort ist von phaterae toxicatae (mit Gift bestrichene Köcher) und mucrones (scharfe Spitzen) die Rede. Nirgends wird erwähnt, dass ihre Bewaffnung sich von der üblichen der damaligen Zeit unterschieden habe.
Zur Kleidung siehe: Klappenrock

## Kampfweise und Formationen
Während in den Sagas oft von heldenhafter Todesverachtung die Rede ist, ist davon in den kontinentalen und angelsächsischen Quellen nichts zu spüren. Hier wird bei aller Tapferkeit immer wieder der unbedingte Überlebenswille betont. Danach wurde immer das Angriffsrisiko analysiert und das eigene Vorgehen darauf abgestimmt.

„Verum Nortmanni ad naves reversi, timentes multitudinem Exercitus, ne obsiderentur, in Sequanam redierunt, ibique toto demorantes aestate praedes agebant, nullo sibi resistente.“

„Nachdem jedoch die Normannen ihre Schiffe wieder erreicht hatten, kehrten sie, aus Furcht vor der Stärke des königlichen Heeres, um nicht eingeschlossen zu werden, in die Seine zurück. Hier blieben sie den ganzen Sommer und machten Beute, ohne Widerstand zu finden.“

Außerdem achteten sie darauf, sich nicht zu weit von ihren Schiffen zu entfernen, die ihre Rückzugsmöglichkeit bildeten.

„Nortmanni audita morte regis nimio exultant tripudio et iam non de conflictu sed de preda cogitant. Igitur cum omnibus viribus a munitione exiliunt et Trevirorum nobilissimam civitatem Galliarum Nonas Apr. die sacratissime cenae Domini occupant. In qua usque sancto die paschae fessa ab itinere corpora recreantes omne territorium urbis circumquaque usque ad solum demoliti sunt; deinde civitatem flammis exurentes Mediomatrico dirigund aciem. Quod cum comperisset eiusdem urbis antistes, adiuncto sibi Bertulfo episcopo et Adalardo comite ultro illis obviam ad Pugnam procedit. Inito certamine Nortmanni victores extiterunt. Isdem Wala episcopus in prelio cecit, ceteri fugerunt. Pagani iter, quod cepernat, deserentes cum ingenti preda summe celeritate ad classem revertuntur.“

„Als die Normannen den Tod des Königs (Ludwig) vernahmen, überlassen sie sich ungemessenem Jubel und denken jetzt nicht mehr an Kampf, sondern nur an Beute. Sie brechen also mit all ihren Streitkräften aus ihrem befestigten Lager hervor und erobern Trier, die berühmteste Stadt Galliens am 5. April, dem Tage des heiligsten Abendmahles des Herrn. Hier ruhten sie bis zum heiligen Ostertage die vom Marsche ermüdeten Glieder aus und verwüsteten das ganze Gebiet der Stadt ringsumher von Grund aus; dann lassen sie die Stadt in Flammen aufgehen und führen ihre Scharen nach Metz. Als dies der Bischof dieser Stadt erfuhr, vereinigte er sich mit dem Bischof Bertulf und dem Grafen Adalhard und rückt jenen aus eigenem Entschlusse zur Schlacht entgegen. Es kam zum Kampf, und die Normannen blieben Sieger. Jener Bischof Wala fiel in der Schlacht, die übrigen flohen. Die Heiden geben den Zug, den sie begonnen hatten, auf und kehren mit unermesslicher Beute in größter Schnelligkeit zu ihrer Flotte zurück.“

Wie wichtig ihnen diese Rückzugsmöglichkeit war, geht aus ihrem Verhalten hervor, als sie selbst in Angers belagert wurden. Als König Karl nach vergeblicher Belagerung begann, die Maine umzuleiten, auf der sie ihre Schiffe an der Stadtmauer vertäut hatten, gaben sie ihren Widerstand sofort auf und versprachen Karl eine hohe Lösegeldsumme, wenn er ihnen freien Abzug gewähre.
Bei der oben erwähnten Belagerung Grobiņas ist eines der Hauptmotive, über Losorakel nach göttlicher Hilfe zu fragen, der Umstand, dass sie keinen raschen Erfolg hatten und ihre Schiffe aber fünf Tagsmärsche entfernt waren, was sie geradezu an den Rand der Panik brachte.
Die großen Erpressungen zu Tributzahlungen, die im Frankenreich gang und gäbe waren, zeugen davon, dass Beute und nicht Kampfeslust im Vordergrund stand. Man kämpfte, wenn es sein musste, aber vermied den Kampf, wenn es ging und zahlte auch hin und wieder selbst Lösegeld, um lebend davonzukommen.
Ein wesentliches Element ihres Erfolges war die Schnelligkeit und das damit verbundene Überraschungsmoment. Dies wurde nicht nur durch die schnellen Schiffe erreicht, sondern nach einigen Quellen dadurch, dass sie beritten waren.

### Zu Wasser
Besonders in angelsächsischen Quellen wird die Leistung auf dem Gebiet der Schifffahrt besonders betont. Hier wird die nautische Leistung stärker hervorgehoben, als in den fränkischen Quellen. Dort sind die Wikinger erbarmungslose und beutegierige und anerkanntermaßen tapfere Krieger, denen das Schiff als Waffe diente. Der „kühne Seefahrer“ tritt demgegenüber fast in den Hintergrund. Gleichwohl hatte das Schiff im Bewusstsein der Skandinavier eine darüber hinausgehende Bedeutung. Allerdings war die skandinavische Gesellschaft nicht so homogen, dass dies für alle Schichten galt, denn das Schiff als Statussymbol tritt uns vor allem bei den königlichen Kriegern entgegen. Wie dies bei den Initiatoren und Teilnehmern privater Raubzüge aussah, ist damit noch nicht entschieden.
Ein Wikingerschiff konnte bei klarem Wetter auf eine Weite von ungefähr 18 Seemeilen (32 km) ausgemacht werden. Bei gutem Wind konnte diese Strecke in etwa einer Stunde zurückgelegt werden. Diese Zeit stand also zum Aufbau einer Verteidigung zur Verfügung. Es wird von Seekämpfen zwischen Wikingerflotten untereinander berichtet. Wie diese ausgetragen wurden, ist nicht bekannt. Man weiß nur etwas über die Kampfesweise der regulären Flotten unter königlichem Oberbefehl (siehe Wikingerzeit).
Ein wesentliches Element des Erfolges war die Überraschung aufgrund schneller Schiffsbewegungen.

„Ea tempestate Nordmannorum in emporio quod Quantovicus dicitur repentino sub lucem adventu depraedationibus, captivitate et nece sexus utriusque hominum adeo debachati sund, ut nihil in eo praeter aedificia pretio redempta relinquerent.“

„Um diese Zeit erschien plötzlich mit Tagesanbruch eine Flotte der Normannen vor dem Handelsplatz Quentovich, und diese wüteten so furchtbar, indem sie alles verwüsteten, die Einwohner fortschleppten und ohne Unterschied des Geschlechtes töteten, dass sie nichts, als die Gebäude zurückließen, deren Schonung teuer erkauft wurde.“

Bei ihren Raubzügen auf dem Kontinent und in England waren die Wasserstraßen entscheidende Einfallstore. Als Muster und Beispiel mag genügen:

„… et ultra vicum Dorstatum contra flumen Reni per miliaria novem remigaverunt usque ad vicum Meginhardi, et ibidem facta preda reversi sunt.“

„… und über Durstede hinaus fuhren sie rheinaufwärts neun Meilen bis Meinerswijk und kehrten um, nachdem sie daselbst Beute gemacht hatten.“

### Zu Lande
Es kam vor, dass Wikinger ihre Schiffe verließen und größere Unternehmungen zu Lande machten.

„Nordomanni Ligerim ingressi, relictis navibus, pedestri itinere urbem Pictavorum adire moliuntur.“

„Die Normannen, die in die Loire eingefahren waren, unternahmen zu Lande einen Zug gegen Poitiers, wobei sie die Schiffe verließen.“

In England sind ausgedehnte Landmärsche der Wikinger überliefert.
Wie die Wikinger sich zum Landkampf aufstellten, ist nicht bekannt. In der Regel handelte es sich um überraschende Überfälle, bei denen eine „Schlachtordnung“ nicht erforderlich war. Kampfformationen sind nur aus Kriegen unter königlicher Führung bekannt. Bei Raubzügen aus festen Winterlagern ist es zu ausgedehnteren Kampfhandlungen gekommen. Verschiedentlich wird von Schlachten zwischen Wikingern und Verteidigungstruppen mit unterschiedlichem Ausgang berichtet, ohne dass Einzelheiten geschildert werden. Da es sich nicht um Berufskrieger handelte, ist mit besonderen Taktiken nicht zu rechnen.
Als charakteristisch wird die Brenna beim Überfall angesehen, das Niederbrennen des Hauses, in welchem sich die Bewohner aufhalten, die dadurch alle umkommen. Am deutlichsten kommt dies im Bericht über den Wikingerzug Egill Skallagrimssons nach Kurland zum Ausdruck: Egill und seine Leute werden gefangen, können sich nachts befreien, rauben die Schatzkammer des Hausherrn leer und begeben sich zu ihren Schiffen. Dann heißt es:

„En er þeir kómu í skóginn, þá nam Egill stað ok mælti: ‚Þessi ferð er allill ok eigi hermannlig. Vér höfum stolit fé bónda, svá at hann veit eigi til. Skal oss aldregi þá skömm henda. Förum nú aftr til bæjarins ok látum þá vita, hvat títt er.‘“

„Da stand Egill still und sprach: ‚Diese Fahrt ist sehr übel und gar nicht wikinggemäß. Wir haben dem Bauern sein Gut gestohlen, ohne dass er es weiß. Das soll uns niemals zur Schmach geschehen. Gehen wir zum Gehöft zurück, um dort bekannt zu machen, was geschehen ist.‘“

Die Gefährten weigern sich. Da geht er allein zurück, betritt die Küche, holt dort einen brennenden Balken, geht in die Sitzhalle und stößt den Balken in das Dach, so dass es Feuer fängt. Alle Bewohner verbrennen entweder drinnen oder werden von ihm erschlagen, wenn sie herauskommen. Dann erst geht er zufrieden auf sein Schiff. Ob dieses „wikinggemäße“ Verhalten tatsächlich zum Ehrenkodex gehörte, lässt sich nicht sicher ausmachen. Das Verhalten der Gefährten spricht eher dagegen. Auf der anderen Seite wird in den Sagas nirgends von einem verheimlichten Überfall in Feindesland berichtet. In diesem Umfeld war die heimliche Schadenszufügung „Neidingswerk“. Der eklatante Unterschied zu dem Mordbrennen im Frankenreich liegt auf der Hand. Die Brenna wurde aber nicht nur von Wikingern angewendet, sondern kommt auch bei anderen Auseinandersetzungen (Njáls saga) vor und wurde auch vom König selbst vorgenommen, so von Harald Hårfagre. Die Erichssöhne, die Könige Harald Graumantel und Erling, verbrannten den Ladejarl Sigurd bei Sonnenaufgang in seinem Haus.
Bei den Einfällen im Frankenreich ist von mehreren Truppen die Rede. Sie waren häufig beritten. Über die Schlacht von Saucourt am 3. August 881 wird berichtet:

„Nepos vero illius cum Nordmannis dimicans nobiliter triumphavit; nam novem milia equitum ex eis occidisse perhibetur.“

„Sein Neffe kämpfte gegen die Normannen und triumphierte rühmlich; denn er soll von ihnen 9.000 Reiter getötet haben.“

Wenn auch die Zahl unglaubhaft hoch ist, so ist die Angabe, es habe sich um Reiterkrieger gehandelt, glaubhaft. Überhaupt werden in den Quellen häufig unglaubhaft hohe Zahlen der Wikinger genannt: 882 siegte König Karlmann bei Avaux über die Normannen. Dort sollen ungefähr 1.000 Normannen gefallen sein. Die Zahl von 6.800 Toten bei der Schlacht von Chartres 911, wo Karl der Einfältige Sieger blieb, wird für übertrieben gehalten. Dass das Heer Rollos vorher 30.000 Mann umfasst haben soll, wird ebenfalls für eine Übertreibung gehalten. Abbo von Saint Germain behauptete, Sigfried und seine Normannen seien mit 700 Schiffen vor Paris erschienen und Regino von Prüm nennt die Zahl von „mehr als 30.000 Kriegern“ vor Paris. Der Verlust von fast 15.000 Kriegern bei einer lokalen Schlacht in der Bretagne 890, nachdem angeblich bereits in einem vorangegangenen Gefecht mehrere Tausend gefallen sein sollen, ist offensichtlich übertrieben. Das Gleiche gilt für den Bericht von Widukind von Corvey, Odo habe in Westfranken an einem Tage mehr als 100.000 Normannen getötet, oder von Bovo von Korvei, 844 seien bei einer Schlacht in Sachsen 10.371 Dänen gefallen.
Man muss davon ausgehen, dass der Kampf meist unkoordiniert geführt wurde. Besondere Formationen und Kampftaktiken werden nirgends geschildert. Wenn es zum Kampf kam, schleuderte man üblicherweise zunächst Steine, Speere, sonstige Gegenstände und schoss Pfeile und verfiel danach in einen planlosen, mit roher Gewalt geführten Kampf Mann gegen Mann, bis die andere Seite niedergerungen war. Ein Ziel war es, den Anführer des Gegners zu töten und seine Standarte zu erobern, um den Feind der militärischen Führung zu berauben und eine Auflösung des gegnerischen Trupps zu forcieren. Standarten werden in den angelsächsischen Quellen erwähnt, insbesondere das “Rabenbanner”.
Ging der Kampf verloren, so wird oft berichtet, dass sie sich der geschlossenen Verfolgung dadurch entzogen, dass sie sich in nahegelegene Wälder einzeln zerstreuten und sich so zu den Schiffen durchschlugen.
Die Wikinger verstanden sich aber nicht nur auf den Kampf auf einem Schlachtfeld. Vielmehr stellten sie mehrfach unter Beweis, dass sie Belagerungsmaschinen entwickeln konnten bzw. Belagerungstechniken kannten. So bauten sie vor Paris 885 Belagerungsgeräte oder legten Feuer mit Stroh und Reisig, um die Belagerung voranzutreiben. Abbo von St. Germain berichtet von Katapulten und plumbea (Bleikugeln). Bei der Belagerung von Paris heißt es, die Normannen hätten cum diverso apparatu armorum et machinarum arietumque (mit verschiedenen Angriffsgeräten, Maschinen und Mauerbrechern) die Stadt angegriffen.
Sie hoben kleine getarnte Gruben aus, die die Pferde zum Sturz brachten.

„Porro Nortmanni audientes adpropinquare exercitum foderant foveas latitudinis unius pedis et profunditatis trium in circuitu castrorum easque quisquiliis et stipula operuerant, semitas tantum discusui necessarias intactus reservantes.; pauci igitur latrunculi, qui tatitabant in convacis viarum itineribus, videntes Heinricum adpropinquare cito surgunt a locis, in quibus delituerant, provocantque virum telis et voce lasessunt. Ille animi magnitudine indignitatem rei non ferens super eos irruit, et mox in caecis foveis equus, cui insidebat, inpegit et cum ipso in terram corruit; hostes summa cum festinatione advolantes, antequam a loco elevaretur, eum terrae confodiunt et aspiciente universo exercitu absque mora trucidant, arma auferunt et spolia ex parte diripiunt.“

„Die Normannen andererseits hatten, wie sie von dem Anzuge des Heeres hörten, rings um ihr Lager Gruben ausgehoben, einen Fuß breit und drei Fuß tief, und diese mit Gerümpel und Stroh bedeckt, indem sie nur die zum Hin- und Hergehen notwendigen Pfade ausgespart ließen; einige von diesen Strauchdieben nun, die sich in Hohlwegen verborgen hatten, springen, wie sie (Herzog) Heinrich herankommen sehen, schnell aus ihren Schlupfwinkeln hervor, fordern den Mann durch Geschosse zum Kampfe heraus und reizen ihn mit Worten. Jener, der in seinem hohen Mute diese unwürdige Behandlung nicht ertragen wollte, fiel über sie her, und alsbald geriet das Ross, auf welchem er saß, in die verdeckten Gruben und stürzte mit ihm nieder; die Feinde fliegen in größter Eile herbei, durchstoßen ihn an der Erde, ehe er sich von der Stelle erheben konnte, bringen ihn vor den Augen des ganzen Heeres ohne Verzug ums Leben, nehmen seine Waffen fort und bemächtigen sich eines Teiles seiner Rüstung.“

Es fällt auf, dass nach dem Ende eines Kampfes regelmäßig von einer gewaltigen Beute der Sieger die Rede ist. Das bedeutet, dass die kämpfende Truppe fast ihr gesamtes Hab und Gut mit sich führte. Für die fränkischen Truppen wird dies durch die folgende Schilderung einer vom Kaiser verlorenen Schlacht bei Andernach bestätigt:

„Multi autem qui effugere poterant impediti sunt, quoniam omnes sagmae imperatoris et aliorum qui cum eo erant, sed et mercatores ac scuta vendentes imperatorem et hostem sequebantur et in angusto itinere fugientibus viam clauserunt.“

„Viele aber, die hätten entfliehen können, wurden daran gehindert, indem alle Lastpferde des Kaisers und der anderen, die mit ihm waren, aber auch die Krämer und Waffenverkäufer dem Kaiser und seinem Heer folgten und auf der engen Straße den Flüchtigen den Weg versperrten.“

## Religion
Über die religiösen Vorstellungen der Wikinger ist so gut wie nichts bekannt. In der nicht historischen Örvar-Odds-Saga wird erzählt, dass Örvar-Odd auf seiner Fahrt nach Frankreich an ein großes steinernes Haus in einer sonderbaren Bauart gekommen sei. Sie hätten dort Leute hineingehen und nach einer Weile herauskommen sehen. Dann hätten sie dort jemanden gefragt und erfahren, dass das Land Aquitanien heiße und das Gebäude eine Kirche sei. Auf die Gegenfrage, ob sie Heiden seien, sei folgender Dialog gefolgt:

‚Vér vitum alls ekki til annarrar trúar en vér trúum á mátt várn ok megin, en ekki trúum vér á Óðin, eða hverja trú hafi þér?‘ Landsmaðr sagði: ‚Vér trúum á þann, er skapat hefir himin ok jörð, sjóinn, sól ok tungl.‘ Oddr mælti: ‚Sá mun mikill, er þetta hefir allt smíðat, þat hyggjumst ek skilja.‘

„‚Wir wissen gar nichts von einem anderen Glauben, wir glauben aber an unsere Macht und Stärke, und nicht glauben wir an Odin; aber was für einen Glauben habt ihr?‘ Der Einheimische sagte: ‚Wir glauben an den, der Himmel und Erde geschaffen hat, die See, die Sonne und den Mond.‘ Odd sprach: ‚Der muss groß sein, der alles das gezimmert hat, das glaube ich einzusehen.‘“

Hier hat der Dichter den Dialog sicher aus seiner Kenntnis wikingischer Denkungsart gestaltet. Auf der anderen Seite wird immer wieder berichtet, man habe vor Unternehmungen mit unbekanntem Risiko das Losorakel befragt, im Falle des Überfalls auf Grobiņas mit dem erklärten Ziel zu erfahren, welcher Gott sie bei ihrer Unternehmung unterstützen werde. Ein weiteres Beispiel ist der Angriff dänischer Wikinger auf Birka, den der aus Schweden vertriebene König Anund leitete. Dieser hatte mit den Bewohnern einen Lösegeld-Vertrag geschlossen, den seine dänische Truppe aber nicht billigte, weil der Betrag zu klein sei. Rimbert fährt dann fort:

„Interim rex praefatus cum Danis agere coepit, ut sorte perquirerent, utrum voluntate deorum locus ipse ab eis devastandus esset. ‚Multi‘, inquit, ‚ibi sunt dii potentes et magni, ibi etiam ecclesia olim constructa est, et cultura Christi a multis ibi christianis excolitur, qui fortissimus est deorum et potest sperantibus in se quoquo modo vult auxiliari. Necessario ergo quaerendum est, utrum divina ad hoc voluntate incitemini‘. Quod Uli, quia sie apud eos moris erat, nequaquam abnuere potuerunt. Quaesitum est igitur sortibus et inventum, quod cum sua hoc prosperitate nullatenus perficere possent, neque locum ipsum eorum depraedationi a Deo concessum. Iterum quaesitum est, in quam partem ituri essent, ubi sibi peeuniam adquirerent, ne forte vana spe frustrati ad sua vacui remearent. Ceciditque sors, quod ad urbem quandam longius inde positam in finibus Slavorum ire deberent. Hoc ergo Uli, videlicet Dani, quasi divinitus sibi imperatum credentes, a loco memorato recesserunt et ad urbem ipsam directo itinere propera-runt. Irruentesque super quietos et secure habitantes improvise, civi-tatem illam armis coeperunt, et captis in ea spoliis ac thesauris multis, ad sua reversi sunt. Rex vero ille, qui ad eos depraedandos venerat, pace cum eis foederata, argentum, quod ab eis nuper aeeeperat, red-didit et apud eos aliquandiu resedit, volens genti suae reconciliari.“

„Der König hatte inzwischen den Dänen eine Befragung des Losorakels vorgeschlagen, ob sie den Wik mit Willen der Götter verwüsten sollten. ‚Dort wohnen viele mächtige und große Götter‘, sagte er; ‚auch ist früher dort eine Kirche erbaut worden; da wird der Kult Christi, des stärksten der Götter, von vielen Christen gepflegt; wenn er will, kann er denen, die auf ihn hoffen, nach seinem Belieben Hilfe bringen. Wir müssen deshalb fragen, ob euch der Wille von Göttern zum Angriff treibt‘. Dagegen ließ sich nach ihrer Sitte nichts einwenden. Man befragte also die Lose und fand, ihr Heil werde nicht ausreichen; Gott erlaube ihnen eine Plünderung des Ortes nicht. Nochmals wurde gelost, wohin sie sich wenden sollten, und wo Schätze zu gewinnen seien, damit sie nicht, von falscher Hoffnung getäuscht, mit leeren Händen heimkehren müssten. Da fiel das Los, sie hätten zu einer weit entfernten Burg im Slawenlande zu fahren. Die Dänen sahen darin ein göttliches Gebot, verließen Birka und beeilten sich, geradenwegs diese Burg zu erreichen. Ganz unerwartet fielen sie dort über die friedlichen, sorglosen Einwohner her, nahmen die Feste mit Waffengewalt und kehrten reich an Raubgut und vielen Schätzen in die Heimat zurück. Doch der König, der Birka hatte plündern wollen, verglich sich mit ihm, gab das jüngst erhaltene Geld zurück und wohnte eine Zeitlang dort, denn er wollte sich mit seinem Volke wieder aussöhnen.“

Diese gegensätzlichen Darstellungen sprechen dafür, dass die Auffassungen nicht einheitlich waren. Aber die Sitte, das Losorakel zu befragen und sich seinem Urteil zu unterwerfen, scheint doch darauf hinzudeuten, dass man mehrheitlich an die Existenz der Götter glaubte. Möglicherweise war die unterschiedliche Haltung auch schichtenspezifisch, also die einfachen Kämpfer dem Aberglauben eher zugeneigt als die Führung. Dafür spricht die Untersuchung Ströms, wonach dieses „sich berufen auf die eigene Kraft“ ein Zeichen für einen sozialen Aufbruch aus der religiös motivierten Bindung an die eigene Scholle und die eigene Sippe war. Aber andere rituelle Handlungen mit Bezug auf die Götter sind nicht überliefert, so dass man von einer Religionsausübung nicht wird sprechen können. Aus keiner fränkischen oder angelsächsischen Quelle ist auch nur indirekt zu entnehmen, dass im Bewusstsein der Wikinger mit einem ehrenvollen Tod auf dem Schlachtfeld der Einzug nach Walhall verbunden war.
Die Wikinger wurden biritual in Brand- und Erdgräbern bestattet (Gräberfeld von Snubbekorsgård). Ob dies parallel oder nacheinander erfolgte ist ungeklärt.

## Die Folgen der Christianisierung
In den jeweiligen Ländern hatte die Christianisierung eine Stärkung der Zentralgewalt, die sich im König manifestierte, zur Folge. Während der Einzelne sich bislang nur seiner Sippe verpflichtet gefühlt hatte, trat allmählich ein Wandel zur Verantwortung für den gesamten Herrschaftsbereich des Königs ein, der sich in der Leidangsverfassung niederschlug. Er erlaubte die Organisation einer überregionalen Verteidigung. Zu Zeiten Harald Hårfagres war eine wirksame Küstenverteidigung noch nicht möglich, weshalb er mit seiner Flotte zu dem Ausgangspunkt für die Raubfahrten, den Orkneys fahren musste, um die Seeräuber an der Quelle zu bekämpfen. Mit dem Leidang war auch eine gemeinschaftliche, organisierte Verteidigung an der Küste möglich. Solche überörtlichen Verteidigungsmaßnahmen wurden im gesamten Einwirkungsbereich der Wikinger, also auch in England und im Frankenreich, auf unterschiedlicher Grundlage entwickelt. Dies verminderte entscheidend die Erfolgsaussichten der räuberischen Überfälle, die dann auch im Laufe der Zeit kontinuierlich abnahmen.

## Bemerkenswerte Wikinger
- Askold und Dir, legendäre schwedische Eroberer von Kiew.
- Bagsecg griff 870 England an und plünderte das Land, er starb 871 in der Schlacht von Ashdown
- Erik der Rote, Besiedler von Grönland
- Freydis Eriksdóttir, eine Wikingerfrau, die nach Vinland segelte.
- Guthrum, der Kolonisator des Danelags.
- Halfdan plünderte England, eroberte London und Northumbria
- Ivar Ragnarsson eroberte an der Spitze einer Wikingerarmee York
- Leif Eriksson, gilt als Entdecker Amerikas
- Ragnar Lodbrok, wird oft mit dem Wikingerführer Ragnar gleichgesetzt, der 845 Paris eroberte
- Rollo, Gründer der Normandie
- Rörik von Dorestad, ein Wikingerherr aus Friesland und ein Neffe von Harald Klak.
- Sigfried, Belagerer von Paris (885–887)

## Wikinger-Rezeption
In der Literatur und Popkultur des 20. und 21. Jahrhunderts wurde der Wikinger-Mythos immer wieder erfolgreich aufgegriffen und dadurch am Leben erhalten und neu popularisiert.

### Filme
- Die Wikinger – US-amerikanischer Abenteuerfilm aus dem Jahr 1958
- Raubzug der Wikinger – britischer Abenteuerfilm von 1963
- Erik der Wikinger – britische Komödie von 1989
- Wickie und die starken Männer – deutscher Kinderfilm von 2009
- Drachenzähmen leicht gemacht – US-Animationsfilm von 2010
- Wikinger-Angriff auf England, USA 2011, National Geographic
- Walhalla Rising – dänisch-britischer Wikingerfilm 2009

### Fernsehsendungen
- Wickie und die starken Männer – deutsch-japanische Anime-Serie, 1974–1975
- Vikings – kanadisch-irische Fernsehserie, 2013–2020 und dessen Spin-Off Vikings: Valhalla, 2022–2024
- Norsemen – norwegische Comedy-Serie, 2016–2020

### Comics
- Hägar der Schreckliche – US-amerikanischer Zeitungscomic
- Thor – US-amerikanische Comicreihe von Marvel
- Thorgal – belgische Comicreihe

### Musik
- Vikingrock – skandinavische Rockmusik, die sich mit Wikingern befasst, bekannt geworden vor allem durch die schwedische Band Ultima Thule.
- Viking Metal – Subgenre des Folk-Metal, das sich mit Wikingern und nordischer Mythologie befasst. Bekannteste und stilprägendste Band ist Amon Amarth.

siehe: Liste von Wikinger-Filmen und -Serien

## Bezeichnung der in den Fußnoten erwähnten Runensteine
- N = Norske Runeinnskrifter
- DR = Danske Runeinnskrifter
- ÖG = Runeinnskrifter fra Östergötland
- SÖ = Södermannlands Runeinnskrifter
- SM = Smålands Runeinnskrifter
- VG = Runeinnskrifter fra Västergötland
- U   = Upplands Runeinnskrifter

## Kulturweg „Die Routen der Wikinger“
Im Jahr 1993 widmete der Europarat einen Kulturweg mit dem Namen „Die Routen der Wikinger“ dem Andenken der Wikinger.